# Hundimiento del RMS Titanic
El hundimiento del RMS Titanic fue una catástrofe marítima ocurrida en la noche del 14 al 15 de abril de 1912, cuando el transatlántico británico RMS Titanic —de la naviera White Star Line—, que realizaba su viaje inaugural de Southampton a Nueva York, colisionó con un iceberg en el norte del océano Atlántico frente a las costas de Terranova. La colisión se produjo en el lado de estribor a las 23:40 del 14 de abril, lo que provocó el hundimiento del barco en menos de tres horas, a las 02:20 del 15 de abril. Fallecieron unas 1500 personas por golpes diversos, caídas, ahogamiento o hipotermia, lo que convirtió a este naufragio en el más fatal de la época y en una de las mayores tragedias marítimas en tiempo de paz. Numerosas personalidades perecieron durante el naufragio, entre las que se encontraban los millonarios Benjamin Guggenheim, Isidor Straus y John Jacob Astor IV.
El Titanic fue construido bajo la iniciativa de J. Bruce Ismay en 1907, y diseñado por los ingenieros navales Thomas Andrews y Alexander Carlisle en los astilleros de Harland & Wolff en Belfast. Su construcción se inició en abril de 1909 y se terminó a finales de marzo de 1912. En el momento de su terminación, el Titanic era el barco de pasajeros más grande y lujoso jamás construido. Su construcción se ajustó a la de su buque gemelo, el RMS Olympic, cuyo diseño era casi idéntico.
El Titanic estaba provisto de 16 compartimentos estancos que servían para la protección del buque en caso de daños en el casco que provocasen inundaciones. El hundimiento del Titanic ha dado lugar a numerosos mitos y leyendas acerca de la tragedia; los medios de comunicación le daban una imagen de barco fiable aunque, contrariamente a la leyenda distribuida después de la tragedia, nunca se había considerado insumergible.
El naufragio supuso una conmoción en el mundo entero, sobre todo en Estados Unidos y el Reino Unido. Tras el hundimiento, varias comisiones de investigación fueron llevadas a cabo y sus conclusiones se utilizaron para mejorar la seguridad marítima, especialmente a través de nuevos reglamentos. Varios factores se combinaban para explicar tanto el hundimiento como el elevado número de pasajeros que no pudieron sobrevivir. El buque no disponía de suficientes botes salvavidas, y la tripulación nunca había sido entrenada para enfrentarse a estos casos. Como resultado, la evacuación de los pasajeros estuvo mal organizada. El comportamiento del capitán del Titanic, Edward John Smith, también fue criticado, sobre todo porque había mantenido el barco a una velocidad demasiado alta, dadas las condiciones de navegación. Las circunstancias meteorológicas y climáticas también jugaron un papel determinante.

## Antes del hundimiento

### Travesía

El viaje del Titanic en Europa (Inglaterra, Francia, Irlanda)

El Titanic zarpó de Southampton el miércoles 10 de abril de 1912 al mediodía; llegó a Cherburgo en Francia a las 18:30 y a Queenstown, en Irlanda, el 11 de abril de 1912 a las 11:30. Los irlandeses que embarcaron eran mayoritariamente pasajeros de tercera clase, inmigrantes que buscaban una mejor vida en los Estados Unidos. En ese momento había alrededor de 2227 personas a bordo del buque, aunque es imposible determinar el número exacto debido a cancelaciones de última hora y la presencia de pasajeros clandestinos.

El viaje del Titanic por el Atlántico norte. "Wreck" es el lugar donde hoy se encuentran los restos del naufragio.

Thomas Andrews fue el primer pasajero en subir a bordo de la embarcación en Southampton. J. Bruce Ismay, presidente de la White Star Line, embarcó un poco más tarde. Muchos pasajeros famosos tomaron su plaza en este puerto, entre ellos Isidor Straus, copropietario de los grandes almacenes Macy's en Nueva York. En Cherburgo, embarcaron otros pasajeros importantes, como John Jacob Astor IV (bisnieto de John Jacob Astor), uno de los pasajeros más ricos a bordo del barco, Margaret Brown, una activista de los derechos humanos, y Benjamin Guggenheim, un magnate de la industria del cobre que viajaba con su amante.

### Informes sobre icebergs

Mapa de los avisos de hielo el 14 de abril de 1912, durante el paso del Titanic. El día de la catástrofe, el Titanic recibió varios radiotelegramas advirtiéndole de la presencia de hielo.

El 14 de abril, cuando el Titanic ya había recorrido 1451 millas (2335 km), el informe del Caronia, alrededor de las 09:00, señaló algunos icebergs en 42°N, 49°W y 51°W. Por la tarde, tres buques, el RMS Baltic, el SS Amerika y el SS Noordam informaron sobre icebergs en el mismo lugar. Esa misma tarde, un quinto buque, el SS Californian, envió el mismo mensaje, pero la tripulación no lo tuvo en cuenta y el Titanic siguió navegando a la misma velocidad. A las 19:30, el buque recibió tres nuevos mensajes del Californian señalando grandes icebergs. A las 21:40, cuando la temperatura era solo de unos pocos grados, el Mesaba también envió un aviso de icebergs, pero este último no se entregó al puente de mando. A las 22:00, los dos vigías en servicio fueron sustituidos por Frederick Fleet y Reginald Lee; la temperatura exterior era de cero grados, y la del agua los alcanzaría una media hora más tarde. A las 22:55, cuando el Californian estaba atrapado en el hielo a 20 millas al norte del Titanic, su operador de radio, Cyril Evans, envió un mensaje a todos los buques de las cercanías. En el Titanic fue interceptado por el operador de radio Jack Phillips, que le respondió:

¡Cállate, cállate! ¡Estás interfiriendo con mi señal! ¡Estoy ocupado! ¡Estoy en comunicación con Cabo Race!

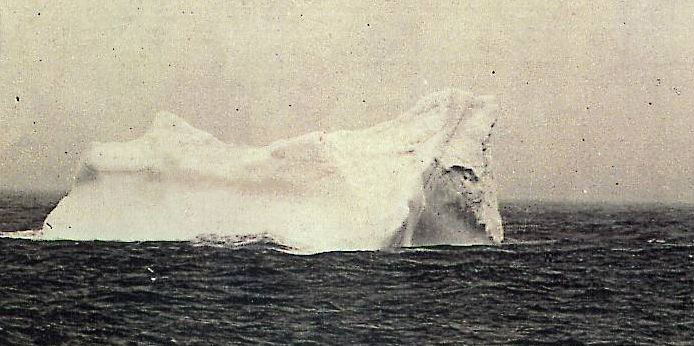
Uno de los icebergs que se cree pudo ser con el que chocó el Titanic.

Media hora más tarde, el operador de radio del Californian no se localizó en su puesto.

## Naufragio

### Colisión

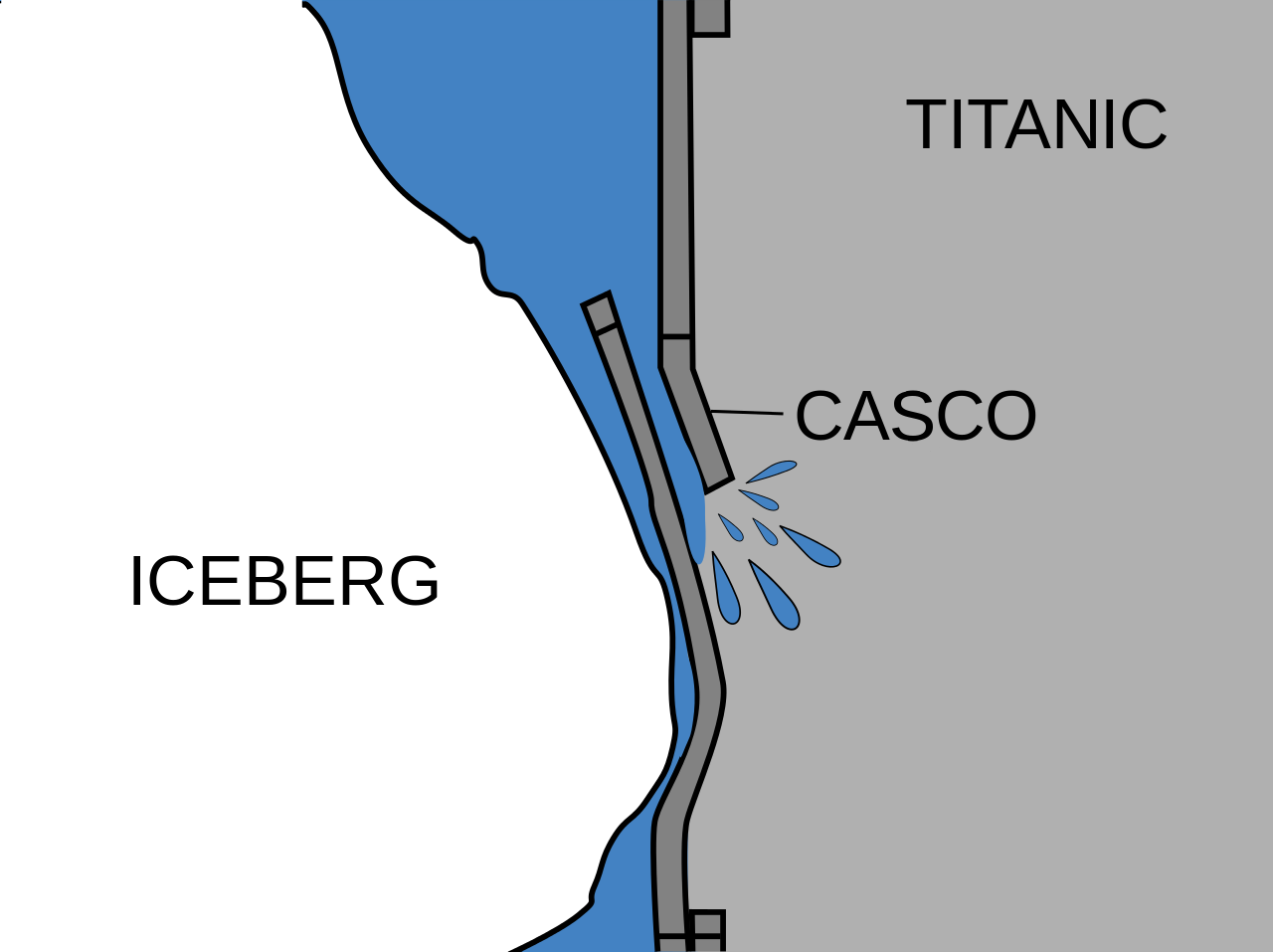
El iceberg no hizo directamente los agujeros en el casco del Titanic, pero la onda de choque hizo saltar los remaches y abrió una vía de agua.

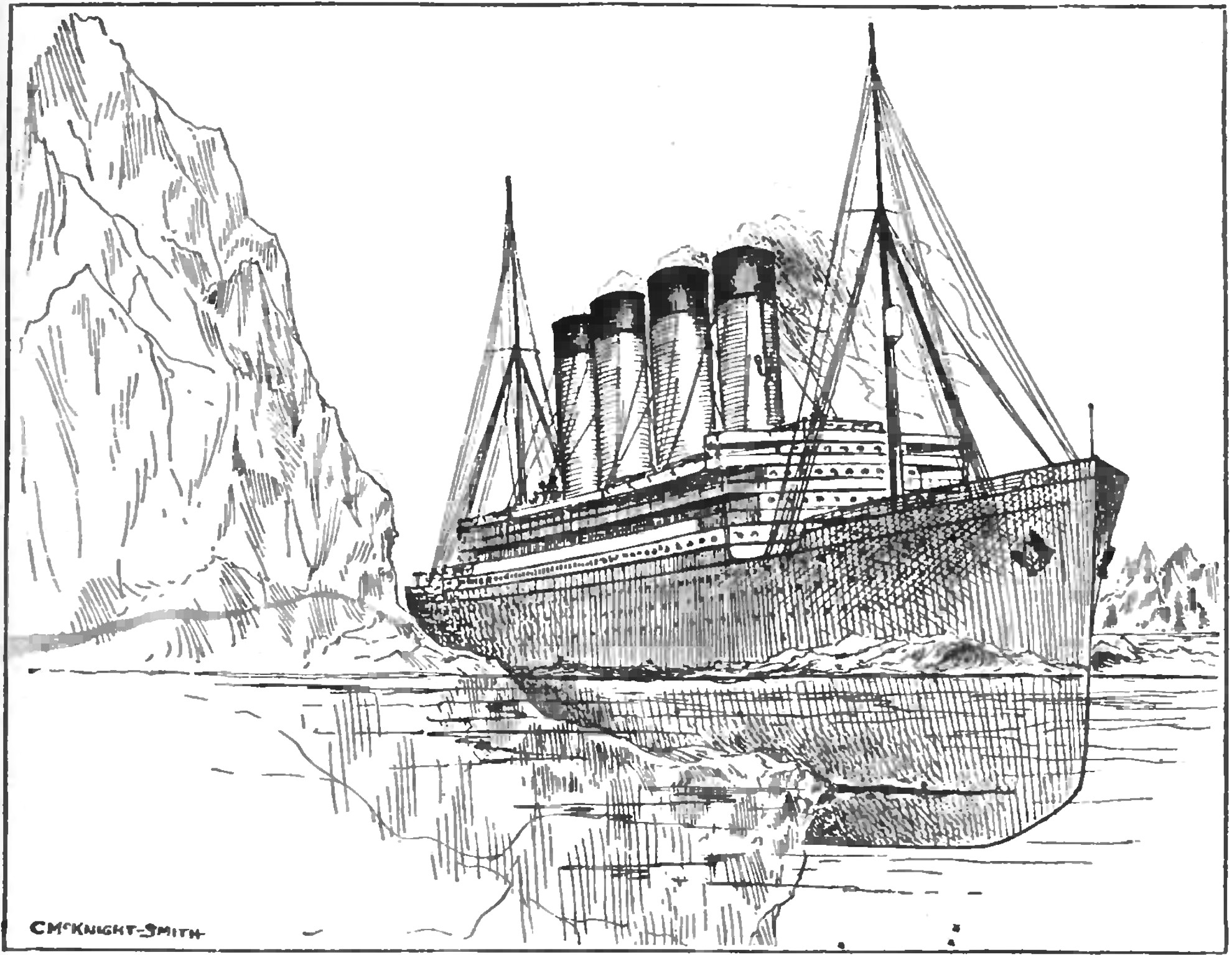
Ilustración de la época que muestra la hipótesis según la cual el iceberg ocasionó un corte en el casco del barco, esta hipótesis se contradice con el descubrimiento de los restos del naufragio en 1985.

A las 23:40, en 41°46′N y 50°14′W, el Titanic avanzaba a 22,5 nudos (41,7 km/h). El vigía Frederick Fleet vio un iceberg delante a menos de 500 metros y con una elevación de unos 30 metros sobre el nivel del agua, e hizo sonar la campana tres veces y telefoneó inmediatamente al puente de mando. El sexto oficial, James Paul Moody, recibió la llamada y remitió inmediatamente el mensaje al primer oficial de guardia William McMaster Murdoch, este hizo virar el buque hacia babor (a la izquierda), y por lo tanto dio la orden de girar el timón a estribor (derecha): «Hard a'starboard». Existen algunas discrepancias en torno a lo que ocurrió a continuación. Murdoch muy probablemente hizo también detener las máquinas. El jefe controlador Frederick Barrett declararía posteriormente que a él se le transmitieron órdenes por el telégrafo indicando «Stop». El personal de la sala de máquinas también fue unánime en este sentido, confirmando la parada.
Alrededor de 37 segundos después, la nave giró, aunque chocó contra el iceberg a estribor. El choque fue de modo más bien intermitente más que contacto continuo e hizo que se soltaran los remaches de las planchas de la obra viva por 100 m de la eslora y se abrió una vía de agua en el casco por 5 m debajo de la línea de flotación. Las puertas estancas se cerraron inmediatamente por orden de Murdoch para evitar el aumento de las inundaciones. A pesar de ello, el agua comenzó a inundar los primeros cinco compartimientos. El Titanic solo podía flotar con cuatro de sus compartimentos llenos de agua. Por otra parte, los mamparos no cubrían toda la altura de la embarcación. Así, una vez que los primeros compartimentos estaban completamente inundados, el agua desembocaba en el siguiente. La proa del Titanic comenzó a hundirse (el barco tomó un ángulo negativo). A las 23:50, el nivel del mar había aumentado 4 metros en la proa y los primeros cinco compartimentos estancos estaban comenzando a inundarse así como la sala de calderas.

Diagrama del rumbo del Titanic durante la colisión con el iceberg.
Recorrido de la proa
Recorrido de la popa

La colisión con el iceberg la notó el capitán Smith cuando estaba en su camarote. Fue inmediatamente al puente y se informó de la colisión por Murdoch. Luego ordenó parar las máquinas y envió al cuarto oficial Joseph Boxhall a investigar. El oficial hizo una inspección rápida, no remarcó nada y tranquilizó al capitán, el cual pidió, sin embargo, una inspección más detallada al carpintero del grupo de garantía, John H. Hutchinson que descubrió una vía de agua en la sala de correos y un resoplido sibilante en la sala de cadenas.
El capitán llamó entonces a Thomas Andrews, el ingeniero que había diseñado el buque, y los dos hombres fueron a hacer una nueva inspección; descubrieron que la sala de clasificación de correo estaba inundada. Andrews comprendió entonces que cinco compartimientos ya estaban inundados, y que esto condenaba a la nave a su inevitable hundimiento. A continuación, se estableció un pronóstico: el barco se hundiría en una hora o dos a lo sumo. A las 00:05, la pista de squash, ubicada a 10 metros por encima de la quilla, estaba bajo el agua. A las 00:20, el agua ya invadía los camarotes de la tripulación en la parte delantera de la cubierta E.

### Señales de socorro

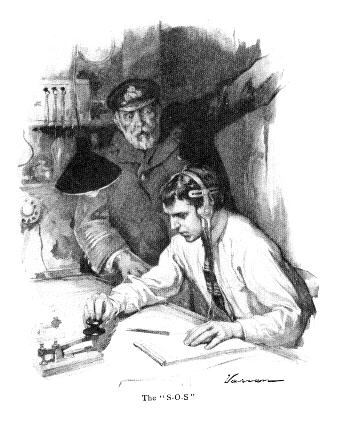
El capitán Smith hace transmitir mensajes de socorro a Jack Phillips (ilustración de 1912).

A las 00:10, el cuarto oficial Boxhall consideró la posición del buque a 41°46′N, 50°14′W. A las 00:15, cuando ya no había esperanzas, la primera llamada de socorro vía radio fue la señal CQD (Copy Quality Distress) sobre la longitud de onda de 600 metros. A las 00:45, la primera bengala de socorro fue lanzada, y la señal CQD se convirtió en SOS. El RMS Carpathia, un transatlántico de la Cunard Line que se encontraba a una distancia de 58 millas (93 km), recibió la señal de socorro y se puso en marcha a todo vapor para intentar socorrer al Titanic. Sin embargo, el Carpathia era lento, ya que por lo general su navegación era a 14 nudos (aunque esa noche batió su récord y llegó a los 17,5 nudos, pero esta aún era una velocidad mucho más lenta que la de otros buques), y la presencia de hielo lo retrasó aún más.

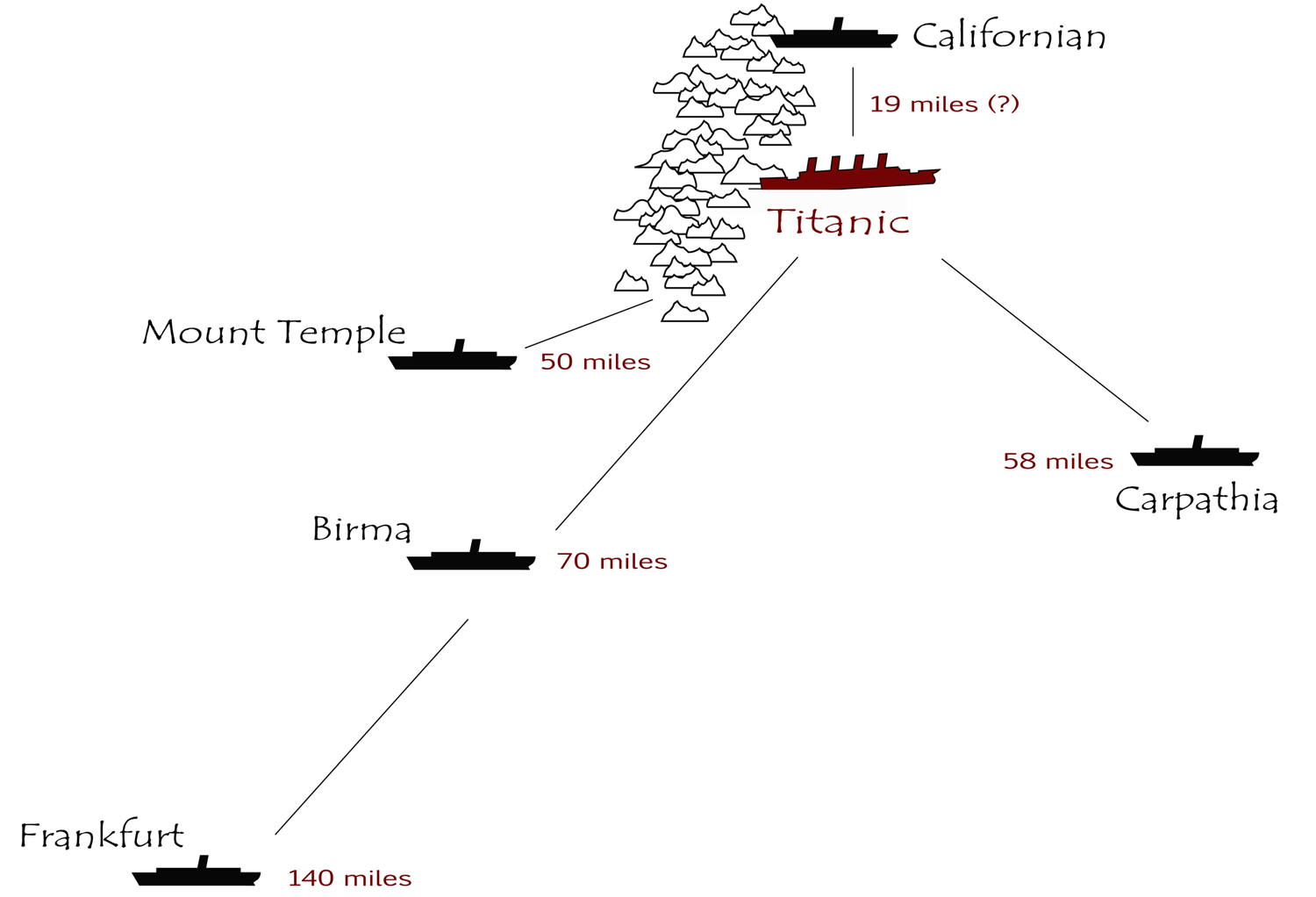
Mapa de los barcos que se encontraban cerca del Titanic cuando se hundió.

Varios buques, aparentemente, percibieron o escucharon estas señales. De hecho, un oficial de guardia a bordo del SS Californian vio las bengalas blancas del Titanic, pero no entendió su sentido de urgencia. El operador de radio de ese buque se fue a la cama, poco antes del momento en que el mensaje de socorro del Titanic fue enviado. Entre los buques que recibieron el SOS, estaba el RMS Olympic —barco gemelo del Titanic—, pero se encontraba a más de 500 millas (926 km) y le era imposible llegar a tiempo. También el Mount Temple lo escuchó, pero se encontraba a 49 millas (78 km), mientras que el Frankfurt estaba a 153 millas (246 km), y los buques Birma, Baltic y Virginian estaban, respectivamente, a 100, 243 y 178 millas. Se continuaron lanzando bengalas a intervalos regulares hasta la 1:40. Lo mismo ocurrió con las llamadas de SOS, que se enviaron hasta las 2:17.

### Evacuación de pasajeros

#### Organización

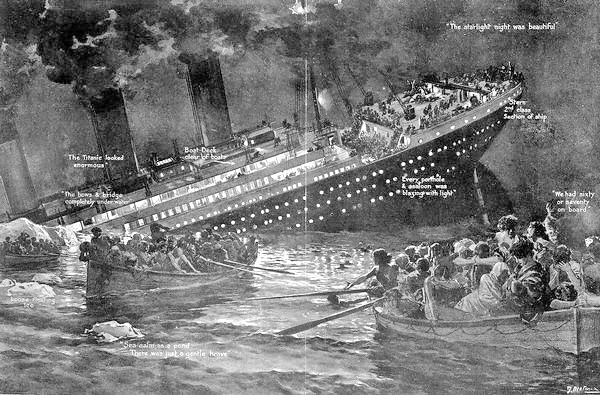
Ilustración del naufragio del Titanic.

A las 00:05, el capitán Smith hizo reunir a la tripulación y ordenó quitar las lonas de los botes salvavidas. Mientras tanto, en la primera clase, solo unos pocos pasajeros se habían dado cuenta de que el buque había detenido sus motores. Los camareros pasaron entonces por los camarotes para invitar a los pasajeros a que tomaran ropa de abrigo, se les entregó un chaleco salvavidas y se les pidió que fueran a la cubierta de botes del barco. Para tranquilizar a los pasajeros, la tripulación les aseguró que se trataba de un ejercicio de simulacro. Solo unos pocos pasajeros se dirigieron a la cubierta del barco para montar en un bote. La mayoría no se inquietó y permaneció durante largo tiempo en el interior del Titanic. La evacuación de los pasajeros en los botes se organizó de la siguiente manera: el primer oficial William McMaster Murdoch fue responsable de todos los botes que se encontraban en el lado de estribor —es decir, todos los botes con un número impar, además de los plegables A y C—, y el segundo oficial, Charles Lightoller, se hizo responsable de todos los botes situados a babor (todos los botes con un número par y además los plegables B y D).
Para garantizar que la evacuación fuera ordenada, fue vital mantener la energía eléctrica del buque durante el mayor tiempo posible. Sin embargo, el agua fría que se introducía en la nave podría hacer explotar las calderas debido al cambio de temperatura. Los caldereros se movilizaron para evacuar el vapor de agua contenido en las calderas. El vapor se purgó por las chimeneas, y creó un ruido ensordecedor en la cubierta, lo que molestó a los operadores de radio para emitir la señal de socorro. Los oficiales encargados de la preparación de los botes se vieron forzados a gritar o comunicarse por señas. El ruido fue disminuyendo gradualmente, hasta desaparecer a las 00:40.

#### Inicio lento de la evacuación
A las 00:25, se ordenó embarcar primero a las mujeres y los niños en los botes salvavidas. Al mismo tiempo, la orquesta comenzó a tocar aparentemente en la parte delantera de la cubierta de botes a las órdenes del capitán Smith, quien quería así evitar el pánico. A pesar de esto, la evacuación se hizo muy lenta, ya que la mayoría de los pasajeros rechazaban el embarque en los botes, por no creer en la realidad del hundimiento. La primera clase tuvo obviamente una ventaja para conseguir un asiento en los botes.
El Titanic disponía de 20 botes salvavidas para un total de 1178 personas contra las 2208 que viajaban en el buque. Los botes de los números 1 y 2 podían contener a 40 personas, y los numerados del 3 al 16 tenían una capacidad para 65 personas. El buque también contaba con 4 botes plegables identificados por las letras A, B, C y D que podían albergar a 47 personas.

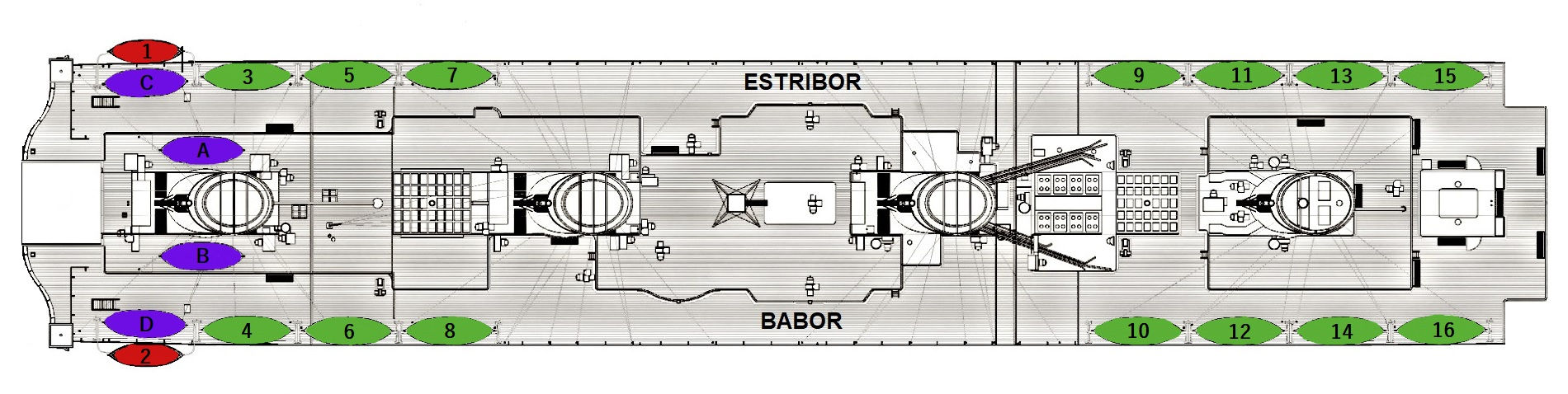
Plano de la cubierta de botes del Titanic, mostrando la ubicación de los botes salvavidas. Los botes principales están marcados en verde; los dos botes de emergencia se representan señalados en rojo, mientras que los botes plegables están indicados en color morado.

A las 00:40, el bote número 7 fue el primero que se bajó hasta el mar por estribor con 28 personas de las 65 plazas de que disponía. Este bote tenía a muchos pasajeros de sexo masculino, porque Murdoch permitió embarcar a los hombres para compensar el bajo número de pasajeros dispuestos a subirse a un bote. A las 0:43, el bote número 5 se hizo a la mar con 35 ocupantes a bordo. De entre el pasaje, los varones fueron invitados a montar, pero a pesar de ello el bote solo iba medio lleno. A las 00:55, el bote número 3 partió con 32 personas, y después, el bote número 1 fue descendido a la 1:05 con solo 12 personas a bordo frente a las 40 plazas disponibles. En el lado de babor, el proceso era más lento. A la 01:00, el bote número 8 fue el primero descendido a babor con 28 personas a bordo; entre ellas estaban la aristócrata inglesa Noël Leslie, condesa de Rothes (1878-1956) y la superviviente española María Josefa Pérez de Soto y Vallejo (1889-1972). A la 01:10, el bote nº6 fue bajado por babor con solo 24 personas, en el cual se encontraba Arthur Peuchen, único pasajero masculino del bote. Margaret Brown también ocupó una plaza en este bote.
| Botes   | Hora del lanzamiento al mar | Capacidad | Contenido real | Lado     | Personal de asistencia   | Hora de recogida por el Carpathia     |
| ------- | --------------------------- | --------- | -------------- | -------- | ------------------------ | ------------------------------------- |
| Bote 1  | 01:05                       | 40        | 12             | Estribor | Murdoch, Lowe            | 04:45                                 |
| Bote 2  | 01:45                       | 40        | 18             | Babor    | Wilde, Smith             | 04:10                                 |
| Bote 3  | 00:55                       | 65        | 32             | Estribor | Murdoch, Lowe            | 07:30                                 |
| Bote 4  | 01:50                       | 65        | 30             | Babor    | Lightoller               | 08:00                                 |
| Bote 5  | 00:43                       | 65        | 35             | Estribor | Murdoch, Lowe, Pitman    | 06:00                                 |
| Bote 6  | 01:10                       | 65        | 24             | Babor    | Lightoller, Smith        | 08:00                                 |
| Bote 7  | 00:40                       | 65        | 28             | Estribor | Murdoch, Lowe            | 06:15                                 |
| Bote 8  | 01:00                       | 65        | 28             | Babor    | Lightoller, Wilde, Smith | 07:30                                 |
| Bote 9  | 01:30                       | 65        | 42             | Estribor | Murdoch, Moody           | 06:15                                 |
| Bote 10 | 01:50                       | 65        | 34             | Babor    | Murdoch                  | 08:00                                 |
| Bote 11 | 01:35                       | 65        | 55             | Estribor | Murdoch                  | 07:00                                 |
| Bote 12 | 01:30                       | 65        | 40             | Babor    | Wilde, Lightoller        | 08:15                                 |
| Bote 13 | 01:40                       | 65        | 64             | Estribor | Murdoch, Moody           | 06:30                                 |
| Bote 14 | 01:25                       | 65        | 40             | Babor    | Lowe, Wilde, Lightoller  | 07:15                                 |
| Bote 15 | 01:40                       | 65        | 65             | Estribor | Murdoch, Moody           | 07:30                                 |
| Bote 16 | 01:20                       | 65        | 40             | Babor    | Moody                    | 06:45                                 |
| Bote A  | 02:15                       | 47        | 20             | Estribor | Murdoch, Moody           | Abandonado a la deriva antes de 04:10 |
| Bote B  | 02:15                       | 47        | 30             | Babor    | Lightoller               | Abandonado a la deriva antes de 04:10 |
| Bote C  | 02:00                       | 47        | 40             | Estribor | Murdoch, Wilde           | 05:45                                 |
| Bote D  | 02:05                       | 47        | 24             | Babor    | Lightoller, Wilde        | 07:15                                 |
| Total   |                             | 1178      | 712            |          |                          |                                       |

#### Aceleración de la salida de los botes

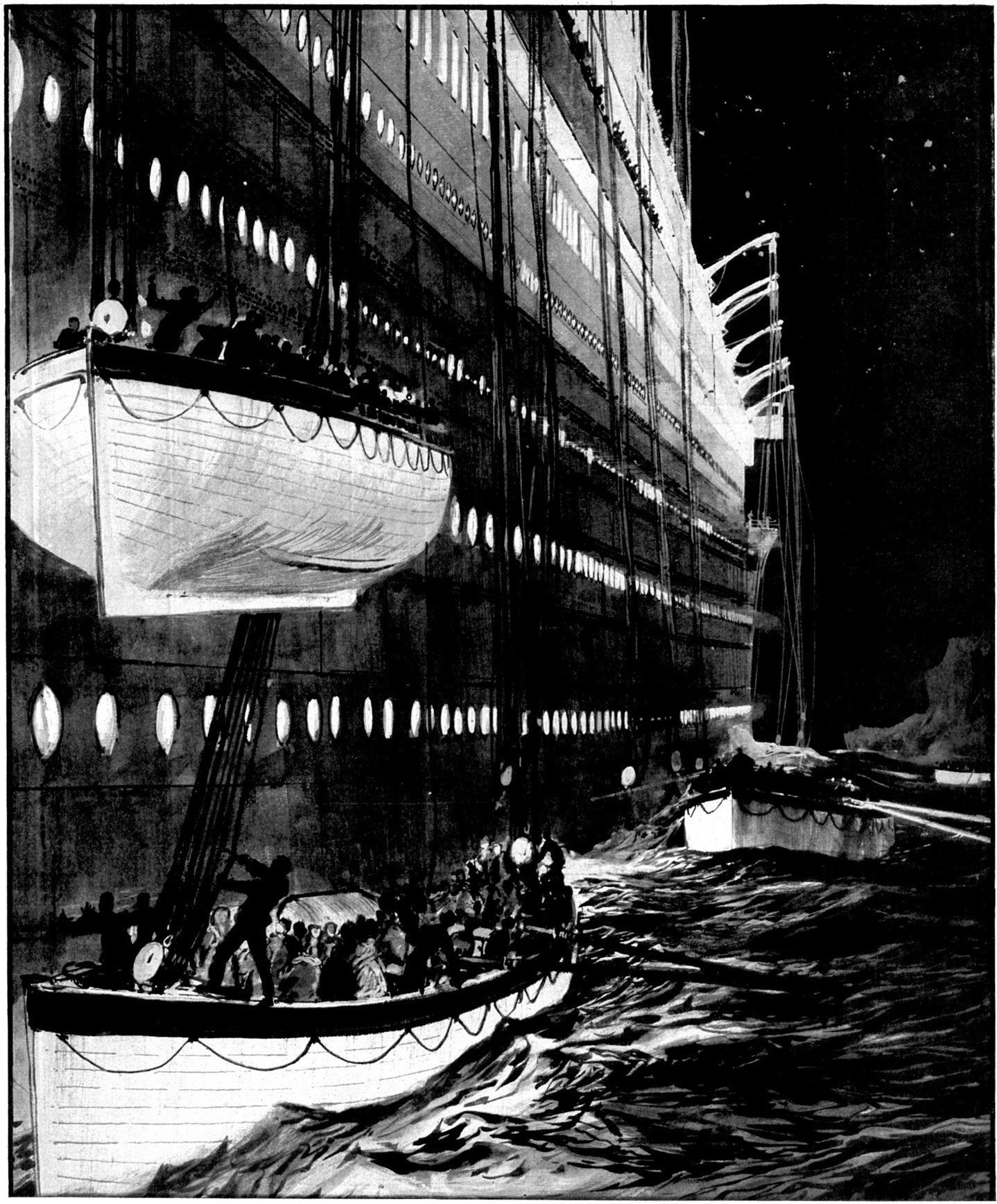
Esta ilustración de Charles Dixon muestra la evacuación de los pasajeros del Titanic en medio de la noche. Conforme pasaban los minutos el nerviosismo fue aumentando y se vivieron escenas peligrosas: el bote salvavidas n.º 15 descendió prácticamente encima del bote n.º 13, que tuvo que maniobrar rápidamente para evitarlo.

A partir de la 01:15 el agua comenzó a invadir la proa del barco y los pasajeros, que hasta entonces habían permanecido incrédulos, empezaron a abordar la realidad del hundimiento, lo cual aceleró la evacuación a partir de esa hora. Además, los pasajeros de la tercera clase comenzaron a llegar en gran número a la cubierta de botes del Titanic. Entre la 01:20 y la 01:30, los botes número 16, 14 y 12 fueron arriados a babor en este orden con aproximadamente 40 personas en cada uno. A bordo de la embarcación número 14, el quinto oficial Harold Lowe disparó tres tiros al aire para disuadir a los pasajeros, que cada vez estaban con más pánico, tratando de subir a bordo a la fuerza. En estribor, los cuatro botes siguientes fueron arriados entre la 01:30 y la 01:40: los botes número 9 y 11 partieron con 42 y 55 personas, mientras que los botes número 13 y 15 salieron con 64 y 65 ocupantes a bordo. Los botes 13 y 15 fueron los dos únicos que se llenaron a plena capacidad; el bote 15 estaba ocupado principalmente por hombres. Cuando el bote número 13 alcanzó el agua, derivó debajo del bote número 15, que en ese momento era bajado hacia el mar (como quedó recogido en la ilustración histórica que aparece a la derecha). El bote 13 logró librarse por poco de un accidente.
La diferencia de carga entre los botes de cada lado se explica por el hecho de que a algunos hombres se les permitían plazas en los botes situados a estribor, mientras que en los botes de babor, estaban estrictamente prohibidas para los hombres. Así, los botes de babor con solo las mujeres y los niños no se llenaron lo suficiente. A la 01:45, el bote número 2 fue bajado al mar con solo 18 personas frente a las 40 plazas potenciales; cinco minutos después, los botes número 10 y 4 se hicieron a la mar con 34 y 30 personas a bordo, respectivamente. El bote 4 había empezado a cargarse justo al principio de la evacuación, pero se quedó cerca de una hora parado en la cubierta A, porque no se podían abrir las ventanas de dicha cubierta. Después de tocar el agua, esta embarcación se dirigió hacia la parte trasera del buque y sus ocupantes liberaron a seis tripulantes varones del agua. A las 02:00, el bote plegable C fue el último correctamente descendido a la mar en el lado de estribor, con 40 personas a bordo de 47 posibles. El presidente de la White Star Line y propietario del Titanic, Bruce Ismay, tomó plaza a bordo de dicho bote justo antes de su bajada al mar. Finalmente, a las 02:05 el bote plegable D fue el último puesto con éxito en el mar con 24 personas a bordo. Durante el descenso, dos hombres saltaron al bote salvavidas desde la cubierta A, y a continuación, unos minutos después, otro hombre saltó al agua y se unió a la embarcación a nado, encontrándose con su esposa que estaba a bordo.

#### Últimos momentos

Animación que representa el avance del hundimiento desde la colisión del con el iceberg.

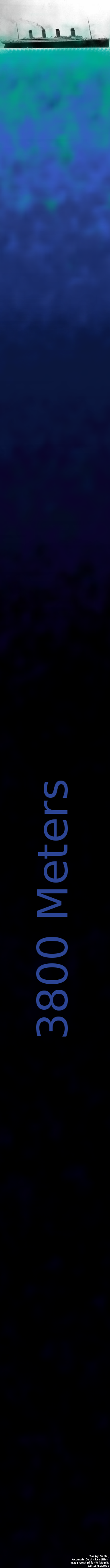
Representación visual a escala de la profundidad a la que se encuentra el Titanic en el fondo del océano.

A partir de las 02:05, solo quedaban dos botes plegables que se encontraban en el techo de los camarotes de oficiales. Con el fin de bajarlos, varios oficiales intentaron hacer que los botes se deslizaran sobre remos para hacerlos caer sobre la cubierta del barco. La maniobra fue un éxito para el bote plegable A de estribor, y los marineros fijaron el bote a los pescantes, pero el bote plegable B situado a babor se volcó boca abajo, golpeándose contra la cubierta del barco. A las 02:10, el capitán Smith relevó de su función a los operadores de radio, Jack Phillips y Harold Bride. El capitán volvió al puente, y alrededor de las 02:15 el agua entraba en la parte delantera de la cubierta de botes y en el puente de mando.

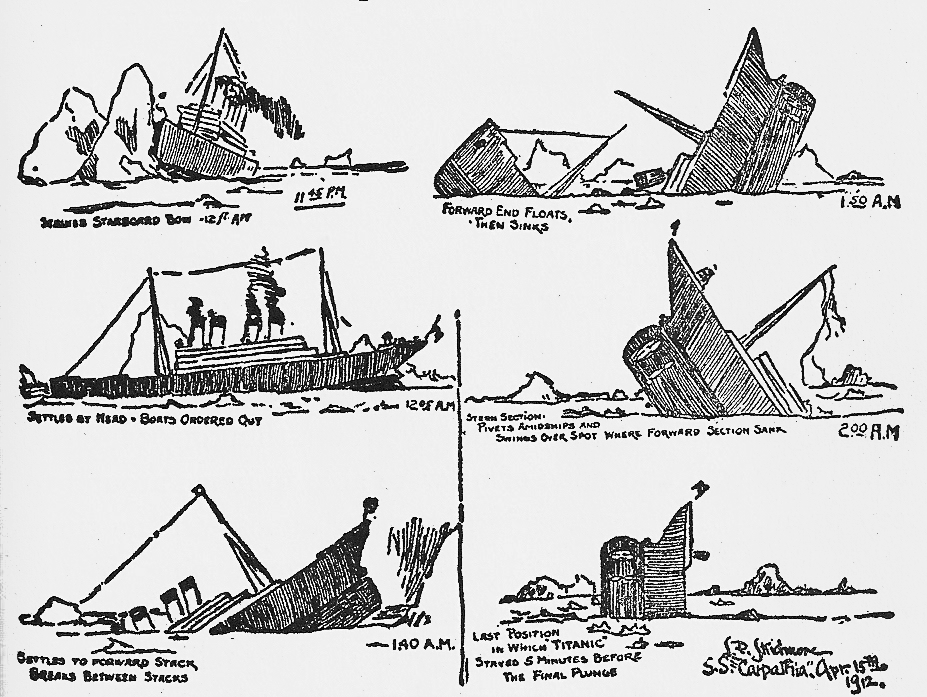
Dibujo de la descripción de Jack Thayer del hundimiento por L.P. Skidmore a bordo del.

El bote B partió volcado a la deriva, mientras que el bote A estaba todavía unido a los pescantes, pero los marineros lograron soltarlo antes de que se hundiera. Los botes se alejaban del buque y la gente trataba de alcanzarlos a nado. Una treintena de personas, la mayoría miembros de la tripulación, llegaron al casco del bote B (véase la foto a la derecha), incluido el segundo oficial Charles Lightoller y el coronel Archibald Gracie. Otra veintena de personas alcanzaron el bote A, y algunas murieron de frío durante la noche. De hecho, este bote se encontraba lleno de agua hasta las bancadas. Entre las 2:10 a. m. y las 2:15 a. m., poco más de dos horas y media después de que el Titanic golpeara el iceberg, su ritmo de hundimiento aumentó repentinamente a medida que la cubierta del barco se sumergía bajo el agua, y el mar entraba a través de escotillas y rejas abiertas.
A las 02:17 hay constancia de que Thomas Andrews se encontraba solo en la sala de fumadores de primera clase, y a esa misma hora los músicos de la orquesta dejaron de tocar justo antes de que se cayera la chimenea que tenían delante de ellos. Poco después, la gran vidriera se rompió, provocando la destrucción de la Gran Escalera y dando acceso al agua a todas las partes de la zona delantera no inundadas todavía.
A las 02:18, las luces del Titanic parpadearon por última vez y después se apagaron. Cuando su popa sin apoyo se levantó del agua, dejando al descubierto las hélices, el barco se partió en dos cerca de la tercera chimenea debido a las inmensas fuerzas sobre la quilla. Con la proa bajo el agua y el aire atrapado en la popa, esta última permaneció a flote durante unos minutos más, elevándose en un ángulo casi vertical con cientos de personas aún aferradas a ella. Durante muchos años generalmente se creía que el barco se hundió de una pieza; pero cuando se descubrió el pecio del Titanic en 1985, se descubrió que el buque se había partido en dos secciones. La popa se iba llenando de agua poco a poco hasta hundirse totalmente a las 02:20, 2 horas y 40 minutos después de la colisión. La temperatura del agua era entonces de –1 o –2 °C.
Los gritos de agonía lanzados por los náufragos podían ser escuchados por los veinte botes situados en las inmediaciones, y en algunas de las embarcaciones se establecieron debates sobre la necesidad de regresar al lugar del hundimiento. El quinto oficial Harold Lowe, responsable del bote número 14, reunió alrededor de él a otros cuatro botes y distribuyó los pasajeros para vaciar el suyo. A las 03:00, llegaron con el bote n° 14  al lugar, 40 minutos después del final del hundimiento. Sin embargo, el tiempo medio de supervivencia en el agua con la temperatura existente era de unos 20 minutos. El bote recogió del agua a cuatro hombres, uno de los cuales murió a bordo.

### Salvamento
Más tarde, a las 03:30, los supervivientes de los botes salvavidas vieron las luces del RMS Carpathia, así como las bengalas azules lanzadas por este último. Unos 40 minutos más tarde, el primer bote —el número 2— fue rescatado por el buque de asistencia. Durante ese tiempo, la situación de los botes plegables A y B era precaria. Los supervivientes a bordo del segundo, se encontraban de pie sobre el casco del bote, debiendo mantenerse en esa posición para evitar un vuelco, y finalmente se embarcaron en los botes número 12 y 4 que fueron al rescate. Los ocupantes del bote A fueron rescatados por el bote número 14, que regresaba del lugar del hundimiento y por lo tanto iba casi vacío. A las 05:30, el SS Californian, avisado por el Frankfurt, llegó al lugar del desastre. El bote número 12, sobrecargado, fue el último rescatado a las 08:30. El segundo oficial, Charles Lightoller, fue la última persona en subir a bordo del Carpathia. A continuación, el buque puso rumbo a Nueva York a las 08:50, e Ismay telegrafió la noticia del naufragio del Titanic a las oficinas de la White Star.

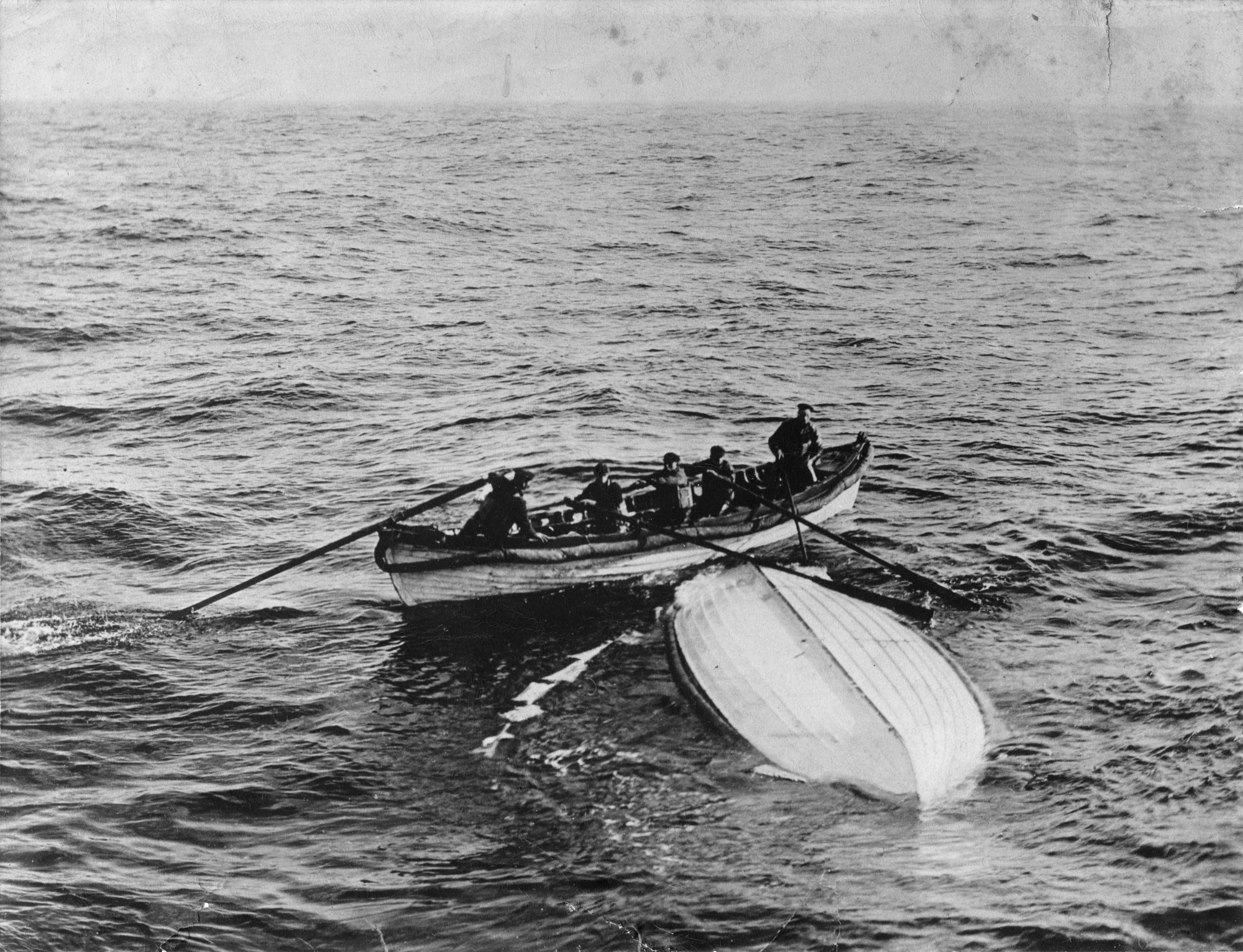
El bote plegable B es encontrado por los marinos del Mackay-Bennett.
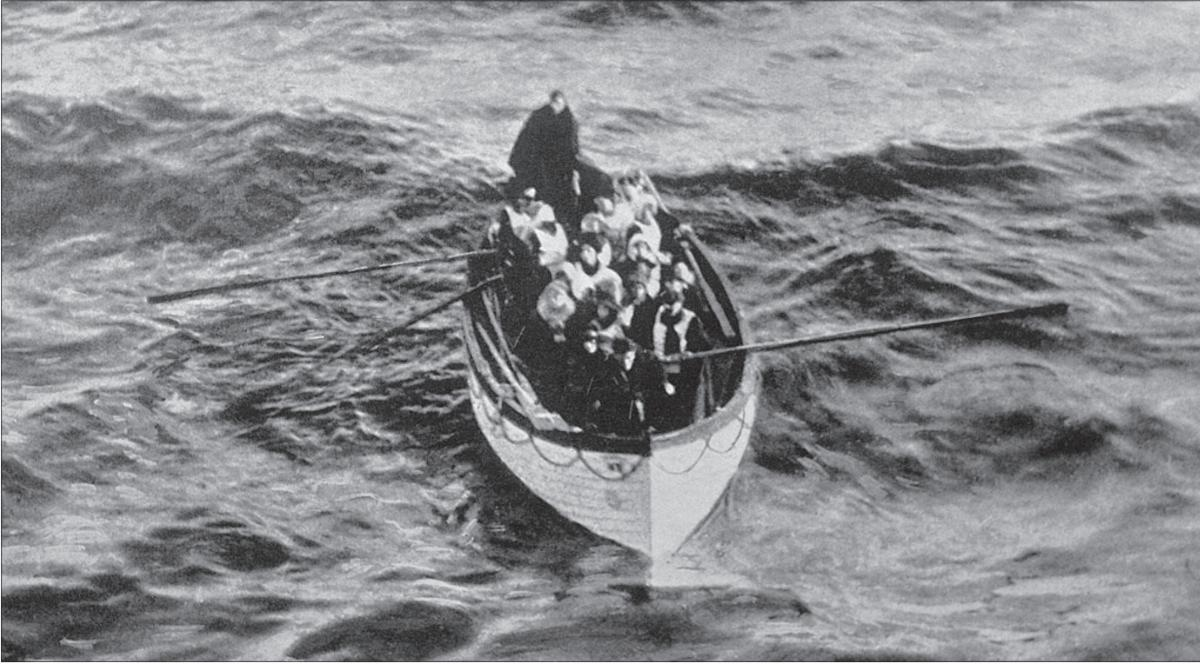
El bote número 6, fotografiado desde el Carpathia.
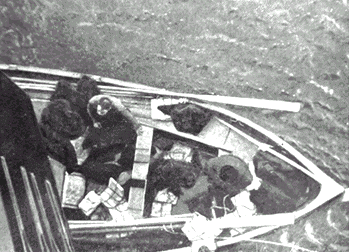
El bote número 1 llega al Carpathia, era el menos cargado de todos.
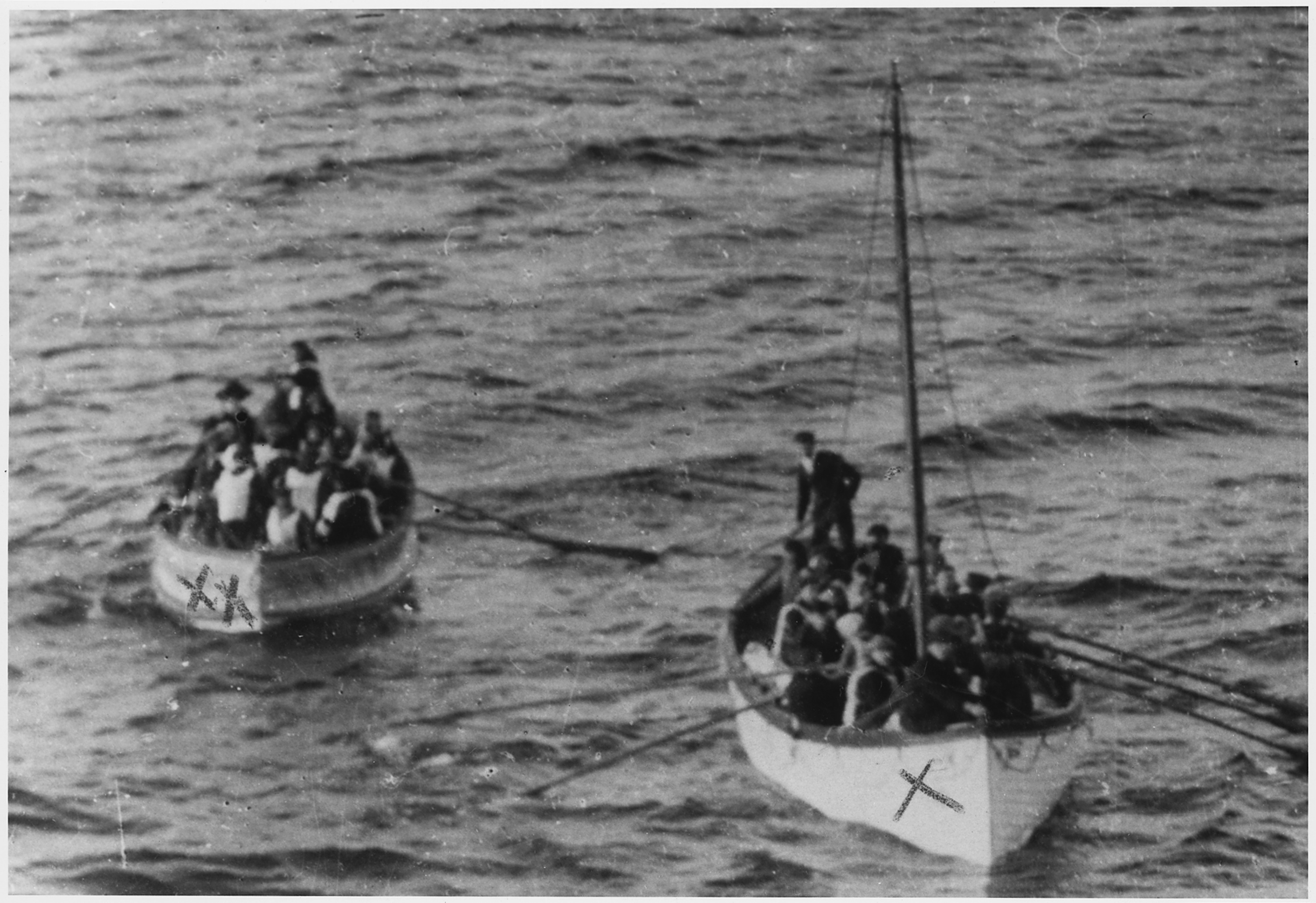
Dos botes se dirigen hacia el Carpathia (en la derecha el bote número 14 y a la izquierda el bote D).
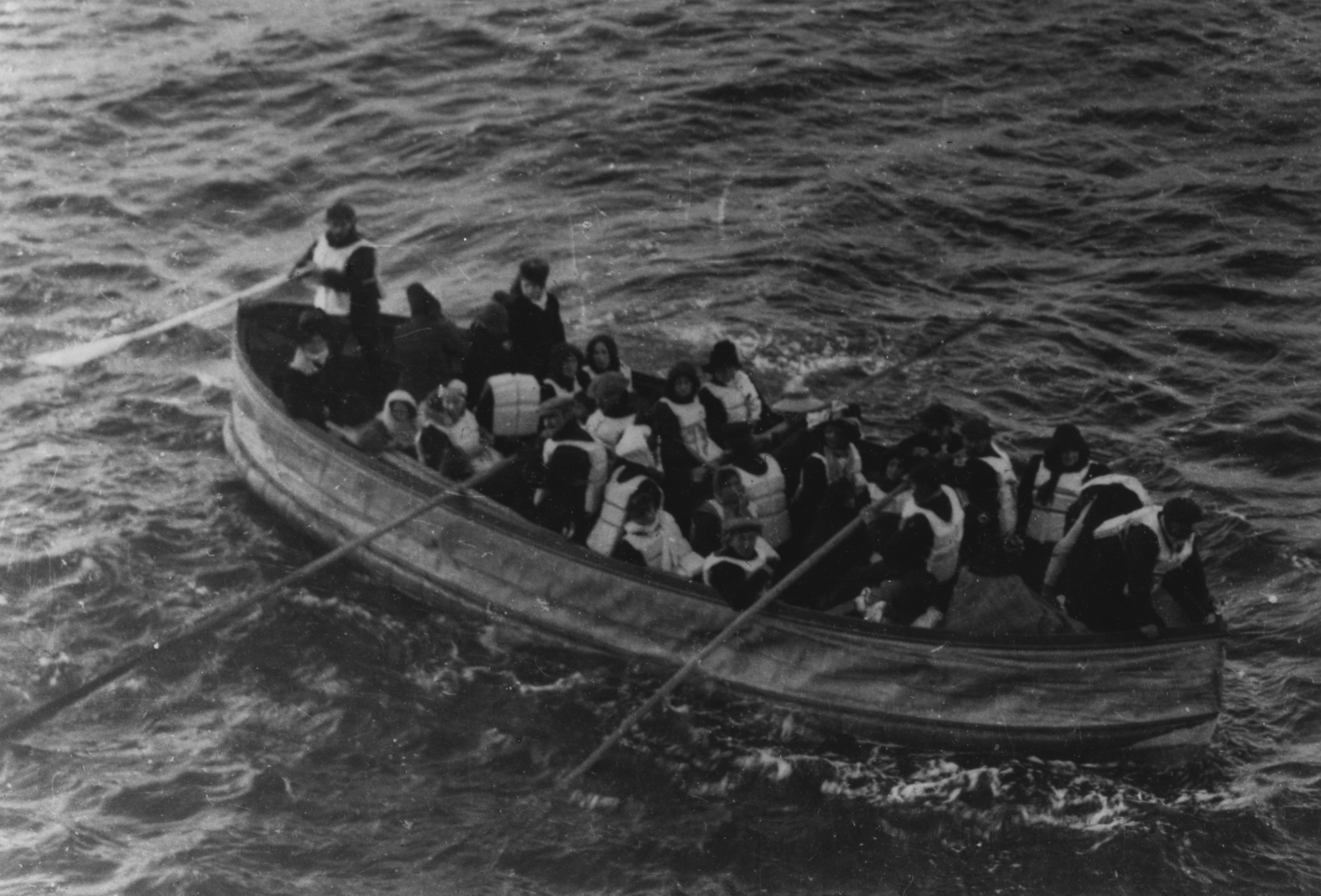
Supervivientes en el bote plegable D.
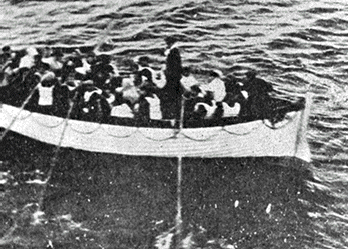
Un bote aún sin identificar, aproximándose al Carpathia.
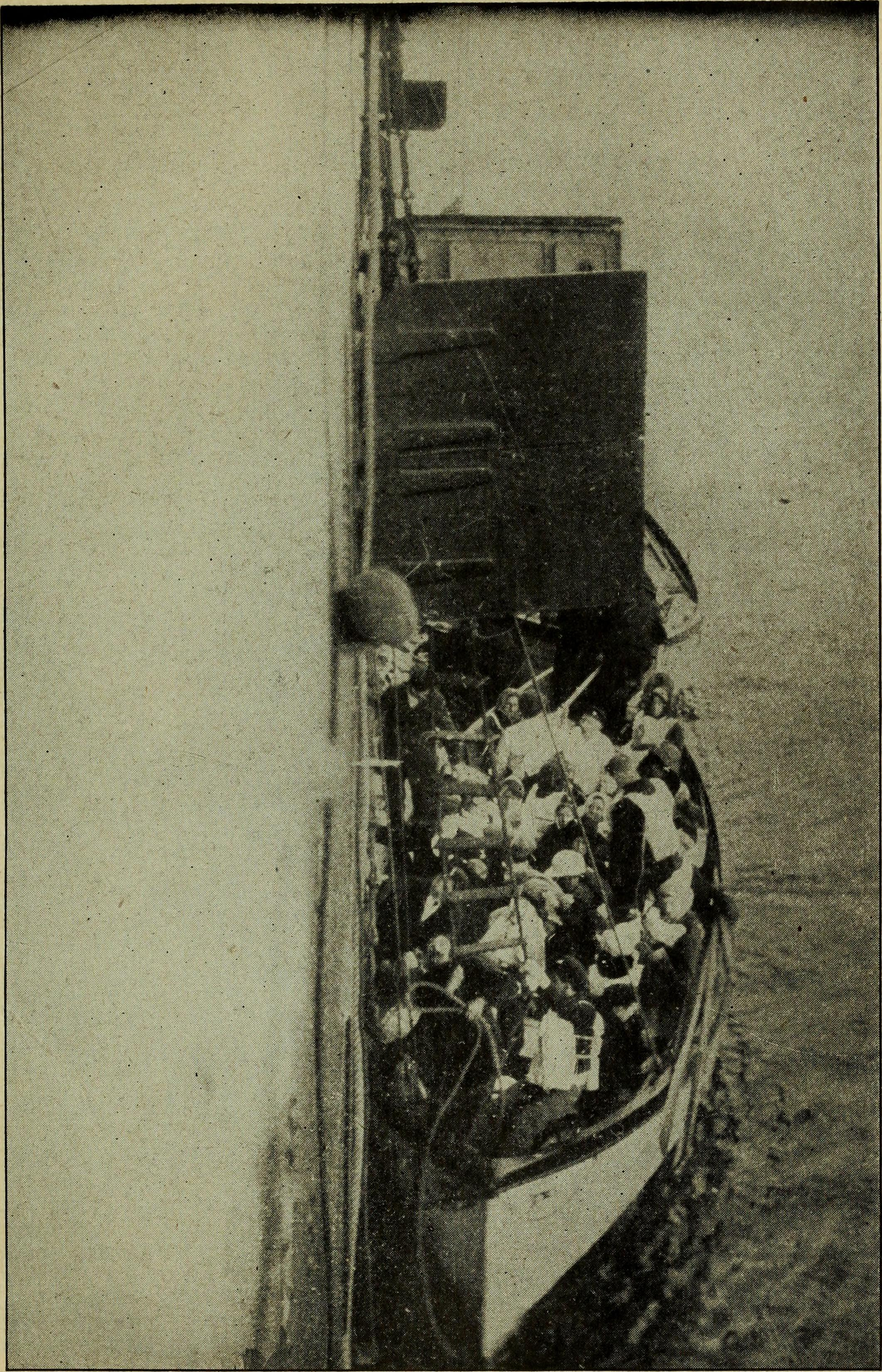
El bote número 12 a su llegada al Carpathia.
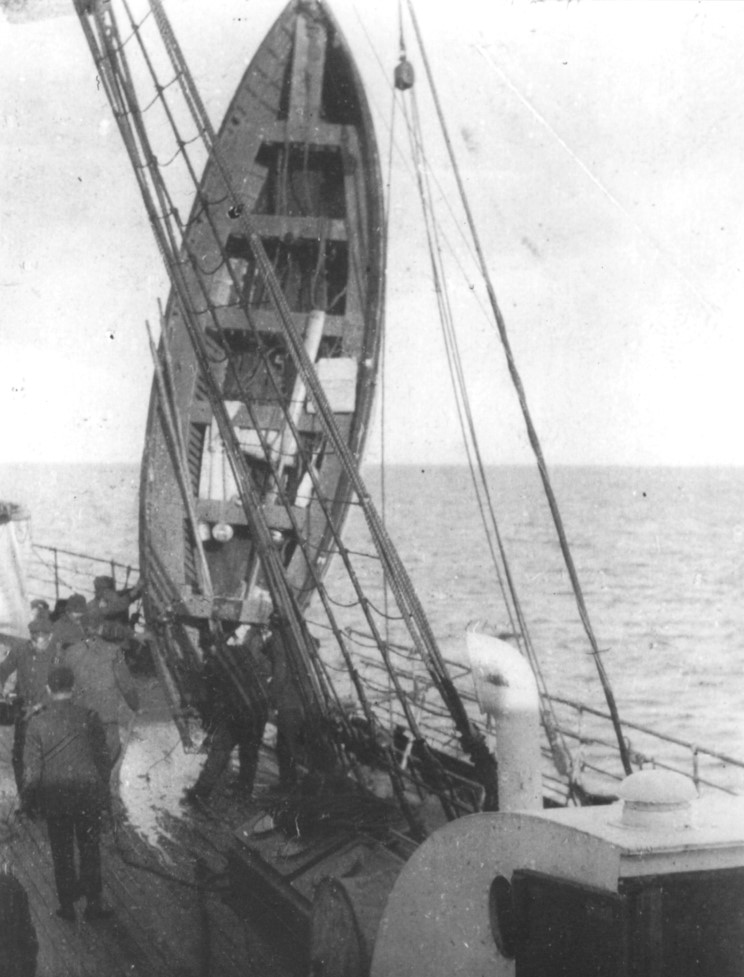
El bote número 12 es izado a bordo del Carpathia.
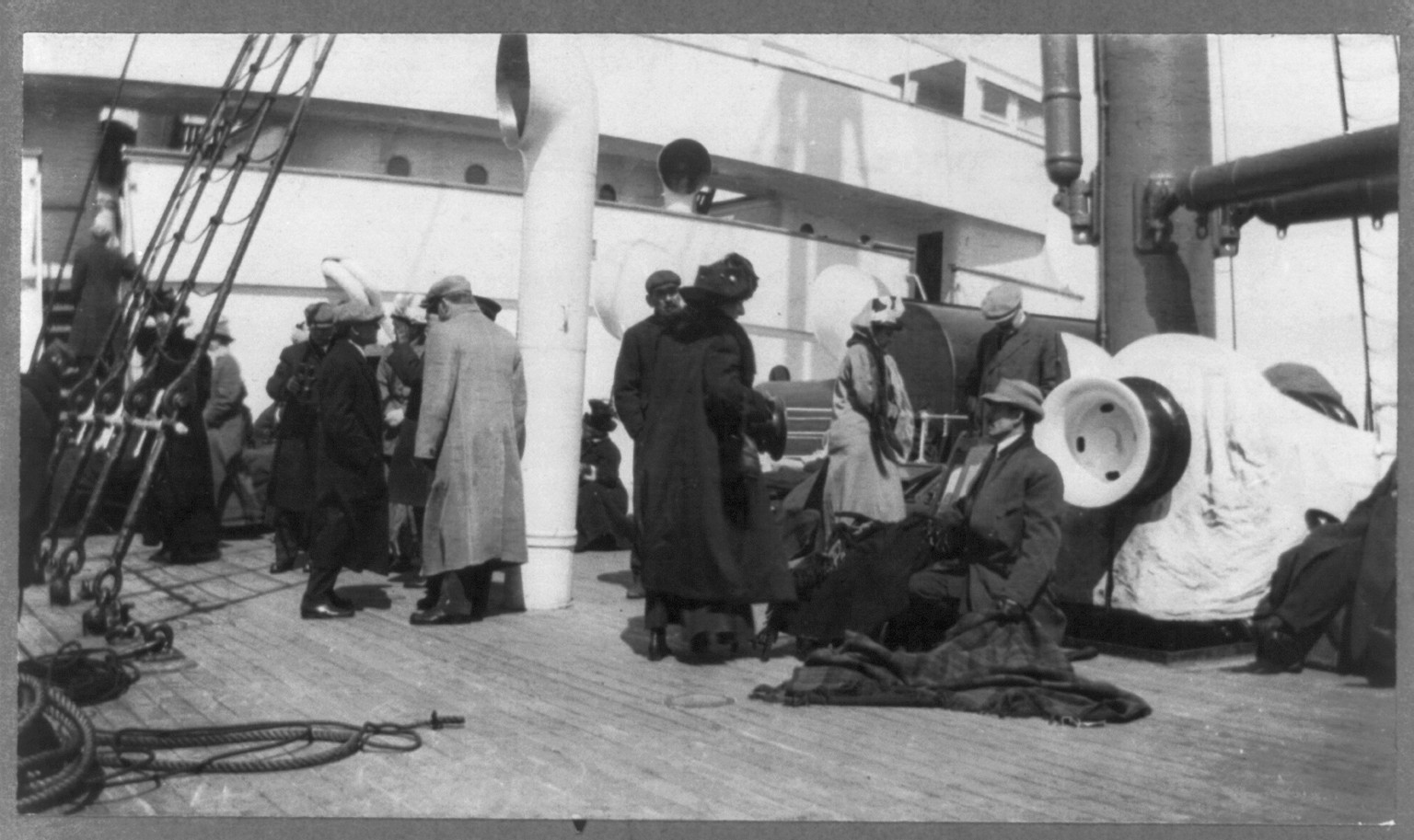
Grupos de supervivientes instalándose en la cubierta del Carpathia.
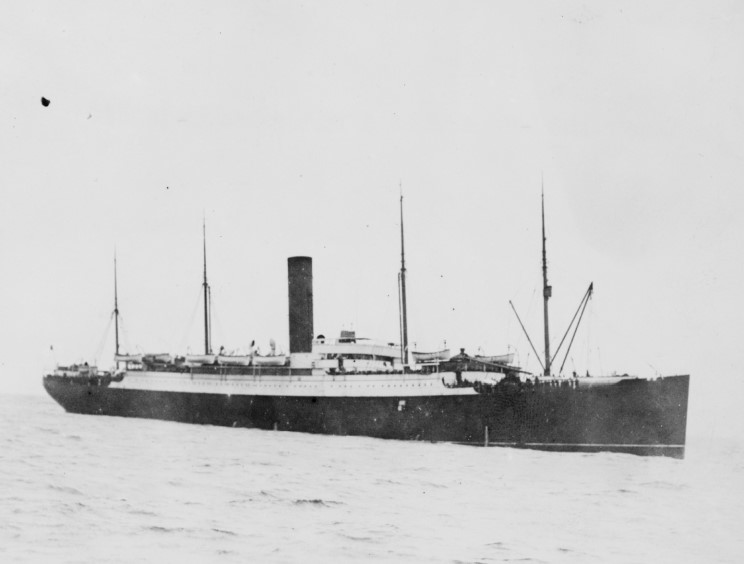
El Carpathia arribando al puerto de Nueva York con los rescatados, el 18 de abril de 1912.
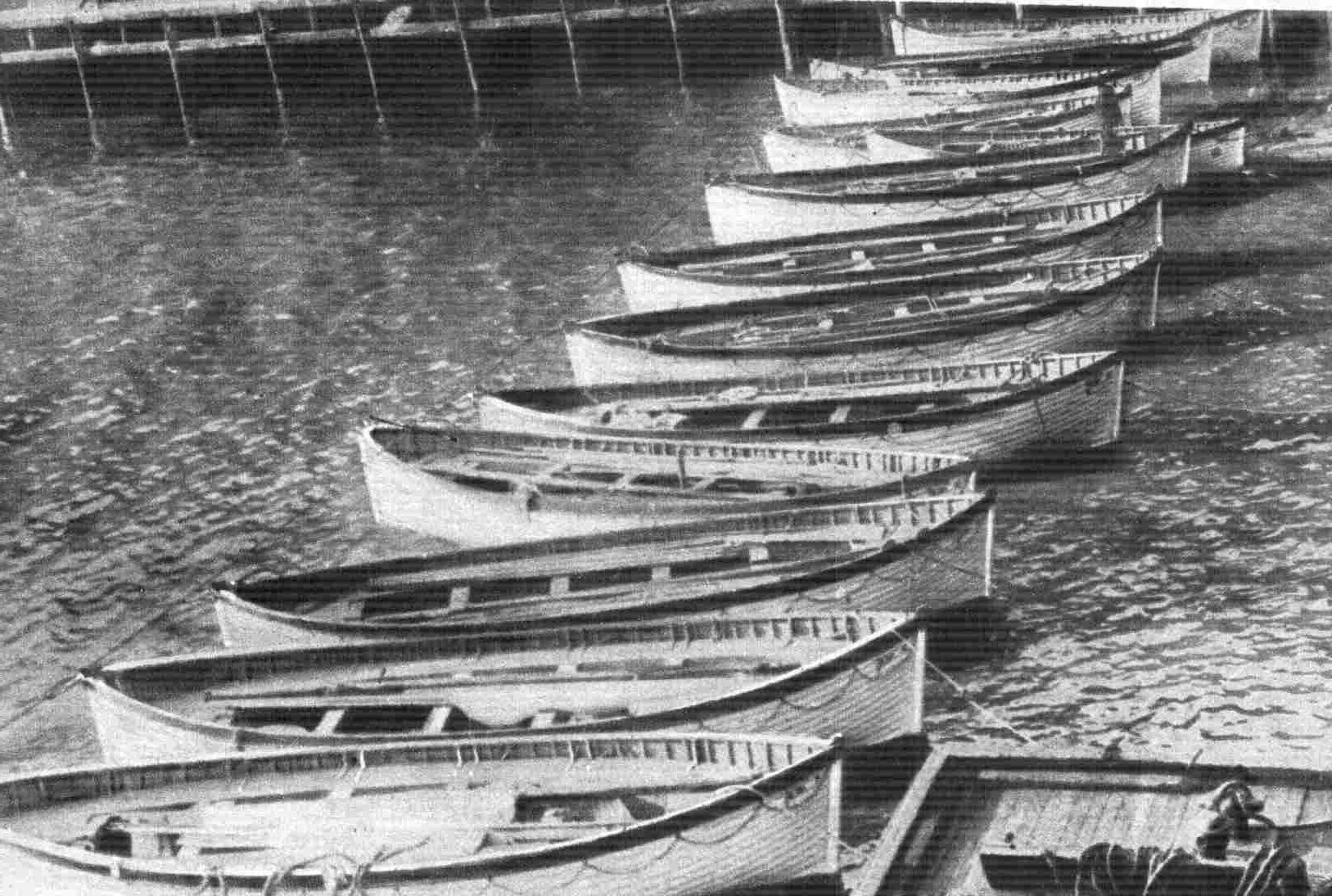
Los trece botes recuperados por el Carpathia en Nueva York.

### Debates acerca del desarrollo de los sucesos

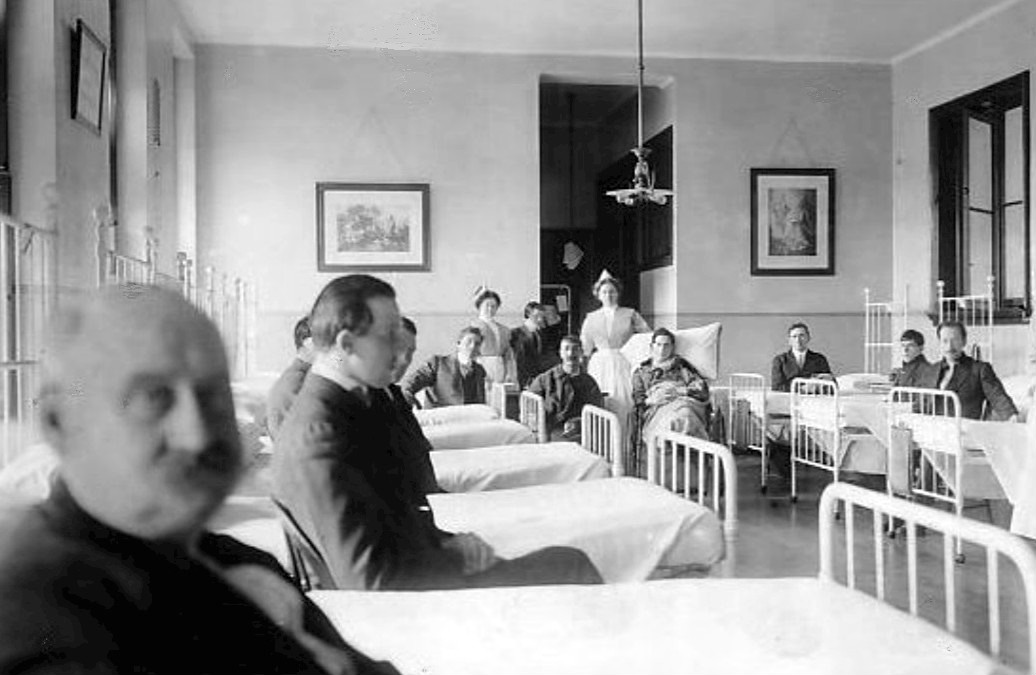
Fotografía de algunos supervivientes recuperándose en el Hospital St. Vincent de Nueva York.

Tras el naufragio, los testimonios sobre algunos puntos del hundimiento son bastante discrepantes. La mayoría de las declaraciones afirmaron que el Titanic nunca se partió y se hundió en una sola pieza. Solo unos pocos supervivientes dijeron que el buque se había partido en dos, entre ellos Jack Thayer, que se encontraba en el casco del bote B, y que estaba cercano al Titanic. Sin embargo, Archibald Gracie y Charles Lightoller, que estaban en el mismo bote, afirmaron lo contrario. La mayoría de los medios de comunicación y enciclopedias consideraron en su momento que el Titanic se había hundido sin partirse, versión que se mantuvo hasta el descubrimiento de los restos el 1 de septiembre de 1985. Por ejemplo, en la película La Última Noche del Titanic de 1958 se representó el hundimiento del barco sin llegar a partirse en dos. El comité de investigación estadounidense que se formó sobre el naufragio no llegó a resolver la cuestión. El Titanic probablemente se partió bajo el nivel del agua, o justo en su superficie.
La mayoría de los testimonios indicaron que la última canción interpretada por la orquesta fue el himno Más cerca de ti, Dios mío. Sin embargo, otras afirmaciones, entre ellas la del radio operador Harold Bride, explican que la última canción fue Songe d'Automne («Sueño de Otoño»), un vals popular de la época que formaba parte del repertorio de las orquestas de la White Star. No obstante, las películas y novelas inspiradas en el naufragio casi siempre suelen mostrar Más cerca de ti, Dios mío como la última canción interpretada, probablemente porque refleja mejor el contexto trágico.
Otro debate surgió con la escora del buque. El contramaestre Robert Hichens —quien estaba a cargo de la rueda del timón— dijo que el clinómetro indicaba una escora de 5 grados a estribor, a los diez minutos después del impacto contra el iceberg. Otras declaraciones indicaron que la embarcación comenzó a escorarse a estribor en el principio del naufragio. Sin embargo, otros testimonios, incluidos los de Lightoller y Gracie, afirmaron que se escoró a babor. A estribor es lógico, porque es el lado por el que se produjo la colisión con el témpano de hielo. Sin embargo, una escora a babor solo podría explicarse por el hecho de los compartimientos estancos transversales. Al final, la comisión estadounidense consideró que el barco se había escorado a estribor, y a continuación, por babor.

### Balance de cifras

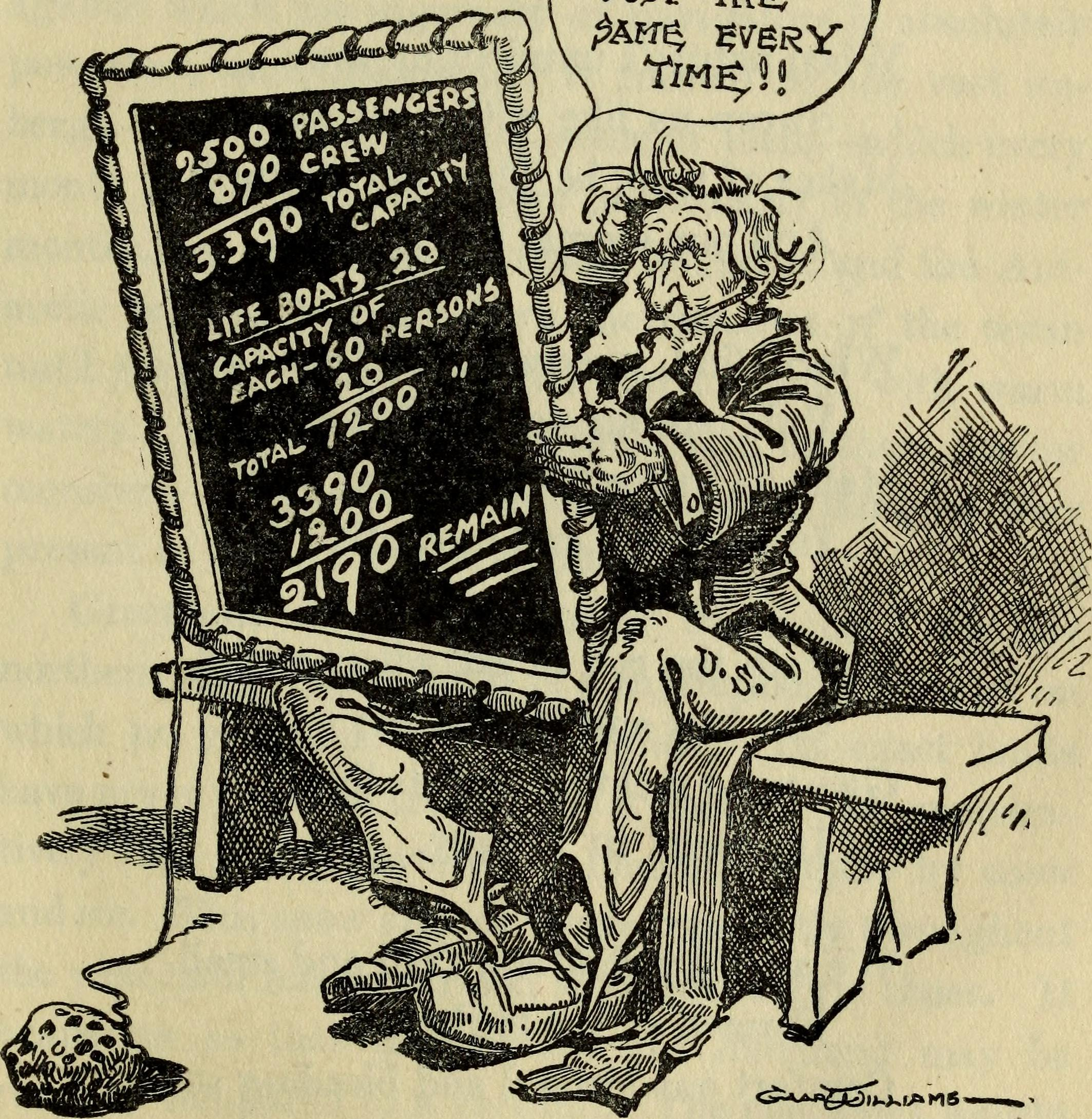
Caricatura del Tío Sam sorprendido al calcular la capacidad de los botes con el número de pasajeros.

El hundimiento del Titanic representó alrededor de 1500 muertes, cifras que oscilan entre 1491 y 1.513 fallecidos. Por lo tanto, se cuentan entre 705 y 712 sobrevivientes. Los miembros de la tripulación fueron los más afectados ya que el 76 % de ellos fallecieron, igualmente el 75 % de la tercera clase encontró la muerte; esto se debe a varios factores: primero, los camarotes de tercera clase se encontraban lejos de la cubierta de botes, y eran los que tuvieron mayor dificultad para acceder a las lanchas de salvamento. Además, la tercera clase estaba compuesta, en su mayoría, por inmigrantes y muchos de ellos no hablaban inglés, y por lo tanto tuvieron más dificultades para orientarse por el buque. Muchos pasajeros de tercera clase se encontraron con las puertas cerradas por la tripulación al inicio del hundimiento, como medida de seguridad. De la segunda clase fueron víctimas del naufragio el 59 % de los pasajeros. La gran mayoría de las mujeres fueron rescatadas, mientras que los hombres de segunda clase fueron aún más afectados que los de tercera clase. En cuanto a los pasajeros de primera clase, el 60 % se encontraban entre los supervivientes. Casi todas las mujeres sobrevivieron, y un tercio de los hombres, representando una cifra muy superior a todas las demás clases. Este último hecho se debe a que el primer oficial William McMaster Murdoch aceptó a muchos hombres en los primeros botes de salvamento. Además en ese momento, los pasajeros que se encontraban en la cubierta de botes eran solamente los de primera clase.
En términos más generales, la principal diferencia se sitúa entre hombres y mujeres. Solo el 25 % de las mujeres murieron durante el hundimiento frente al 82 % de los pasajeros varones. Sin embargo, más de la mitad de los rescatados eran hombres. Entre los niños hubo más víctimas que entre las mujeres, 53 de los 109 niños a bordo murieron. Los niños de segunda clase sobrevivieron todos, y la muerte de un niño de primera clase fue debida a la negativa de los padres a embarcarse en un bote. En cambio, la gran mayoría de los niños en tercera clase fueron víctimas del naufragio. Algunas familias fueron completamente destruidas, incluyendo la más numerosa embarcada a bordo, compuesta por 11 miembros: el inglés John George Sage, su esposa y sus 9 hijos de entre 4 y 20 años.
|                           | Primera clase | Segunda clase | Tercera clase | Total de pasajeros | Tripulación | Total         |
|                           |               |               |               |                    |             |               |
| Hombres víctimas          | 118           | 154           | 387           | 659                | 670         | 1329          |
| Mujeres víctimas          | 4             | 13            | 89            | 106                | 3           | 109           |
| Niños víctimas            | 1             | 0             | 52            | 53                 | -           | 53            |
| Total víctimas            | 123 (37,8 %)  | 167 (58,6 %)  | 528 (74,8 %)  | 818 (62,2 %)       | 673 (76 %)  | 1491 (67,7 %) |
|                           |               |               |               |                    |             |               |
| Hombres a bordo           | 175           | 168           | 462           | 805                | 862         | 1667          |
| Mujeres a bordo           | 144           | 93            | 165           | 402                | 23          | 425           |
| Niños a bordo             | 6             | 24            | 79            | 109                | -           | 109           |
|                           |               |               |               |                    |             |               |
| Total de personas a bordo | 325           | 285           | 706           | 1316               | 885         | 2201          |

Las cifras anteriores fueron establecidas por la comisión británica de investigación con la ayuda de las pruebas que fue reuniendo. Los ocho músicos de la orquesta se cuentan entre los pasajeros de segunda clase, ya que no eran parte de la tripulación. Los niños se consideran los que tienen menos de 12 años.
Estas cifras son solo aproximadas debido a errores y la confusión que se fue dando en informes. La comisión del Senado estadounidense también logró unos resultados ligeramente diferentes. Además, había pasajeros que abordaron el buque de manera ilegal, y otros que habían cancelado el embarque en el último minuto. El sexo de los pasajeros a veces ha sido determinado por el nombre de la persona donde los errores pueden, ciertamente, haberse dado.

### Reacciones de los medios de comunicación

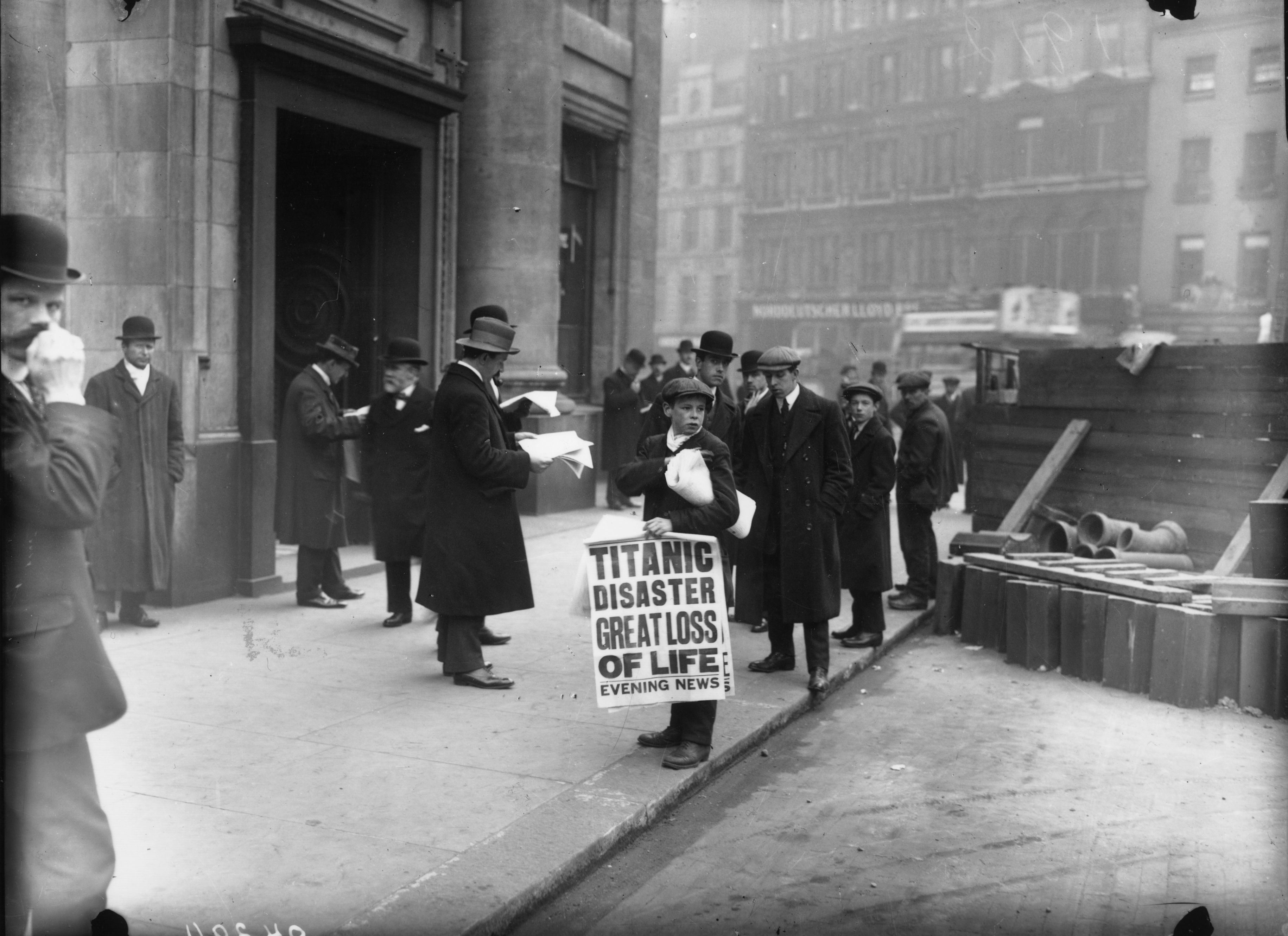
El joven vendedor de prensa Ned Parfett anuncia el 16 de abril de 1912 la tragedia del Titanic, cerca de las oficinas de la White Star Line en Londres.

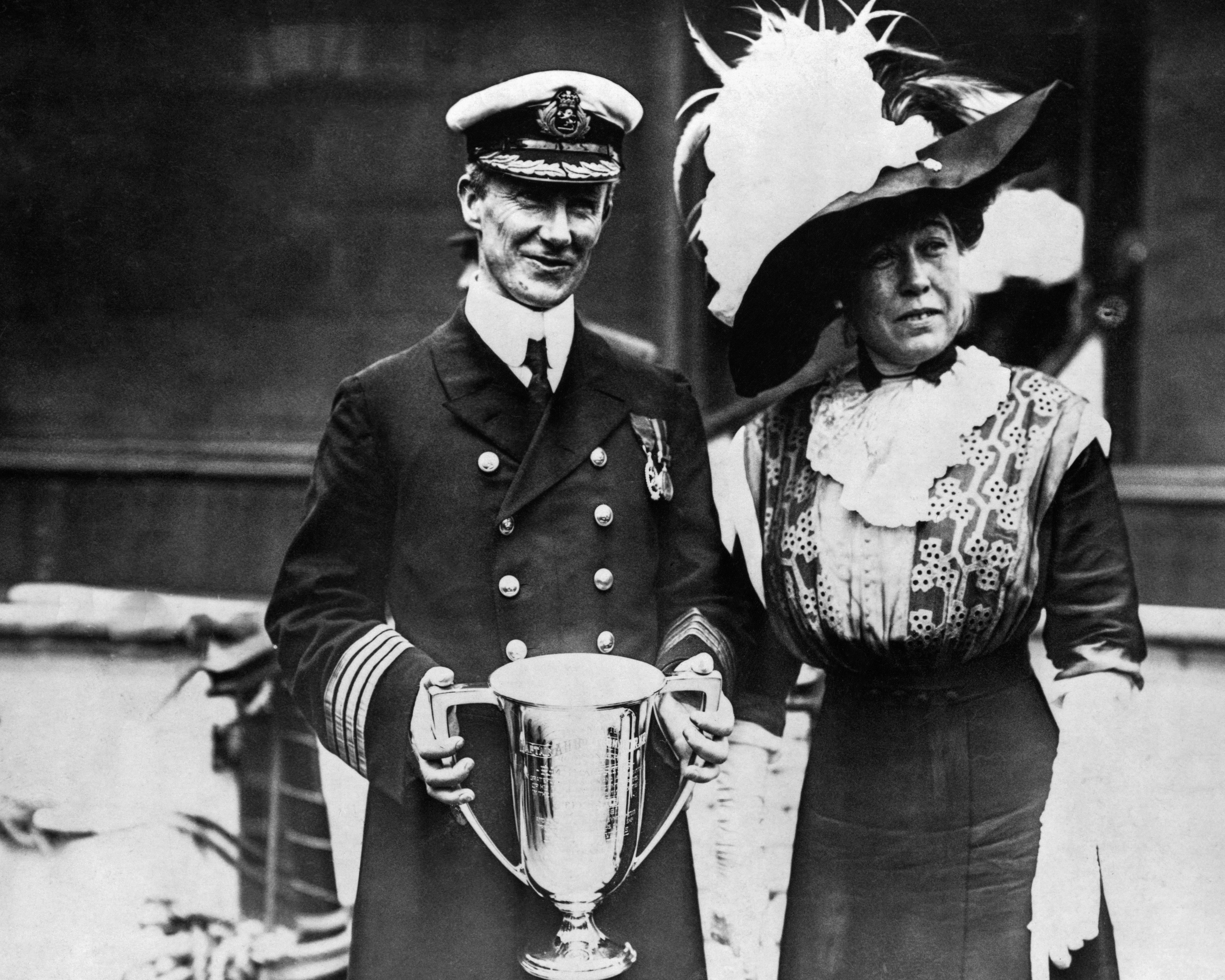
El capitán Arthur Rostron junto a Margaret Brown, exhibiendo el premio concedido por su participación en el rescate de los supervivientes del Titanic.

La noticia de la colisión del Titanic con un iceberg llegó por primera vez a Nueva York el 15 de abril a la 01:20, una hora antes del final del hundimiento, a la redacción del New York Times. Sin embargo, en la mañana del naufragio, ningún periódico era consciente de la gravedad de los acontecimientos. El New York Evening Sun titulaba: «Todos los pasajeros del Titanic rescatados después de la colisión (…) remolcado a Halifax». El diario explica que los pasajeros del barco fueron trasladados al Carpathia y al Parisian, y que la tripulación permaneció en el Titanic mientras era remolcado a Halifax, Nueva Escocia. El 16 de abril, en Londres, el Daily Mail titulaba: «Titanic hundido, pero no hay pérdidas de vidas humanas». En Nueva York, en las oficinas de la White Star tranquilizaban a los familiares de los pasajeros, reafirmando que el accidente no había sido grave. Sin embargo, estos informes eran falsos, debido al hecho de que la noticia del naufragio se había transmitido de un barco a otro, y por lo tanto había cierta confusión.
Durante el 15 de abril, en Nueva York los rumores cada vez más insistentes afirmaban que el Titanic se había hundido. La confirmación llegó por la tarde, alrededor de las 18:00, a las oficinas de la White Star, gracias a un mensaje enviado por el barco gemelo del Titanic, el RMS Olympic. Luego, poco después, la compañía naviera confirmó oficialmente el naufragio. A las 21:00, los neoyorquinos se enteraron de que el Carpathia había recogido solo 700 supervivientes, lo que indicaba que podía haber hasta 1500 fallecidos. A la mañana siguiente, el New York Times informó del accidente y publicó una lista inicial de los supervivientes, transmitida a través del Olympic. La noticia también anunció que el Carpathia llegaba a Nueva York con los sobrevivientes el 18 de abril. Sin embargo, en Gran Bretaña, la noticia del naufragio no aparecería en los periódicos hasta el 17 de abril. El 18 de abril, durante el desembarco de los supervivientes a las 22:00, más de 40 000 personas estuvieron presentes y los periodistas cubrieron el evento ampliamente, recogiendo sobre el lugar numerosos testimonios. Por ejemplo, el New York Times alquiló un piso entero de un hotel para instalar una veintena de periodistas, que estaban directamente en comunicación con el periódico por las líneas telefónicas instaladas especialmente para la ocasión.

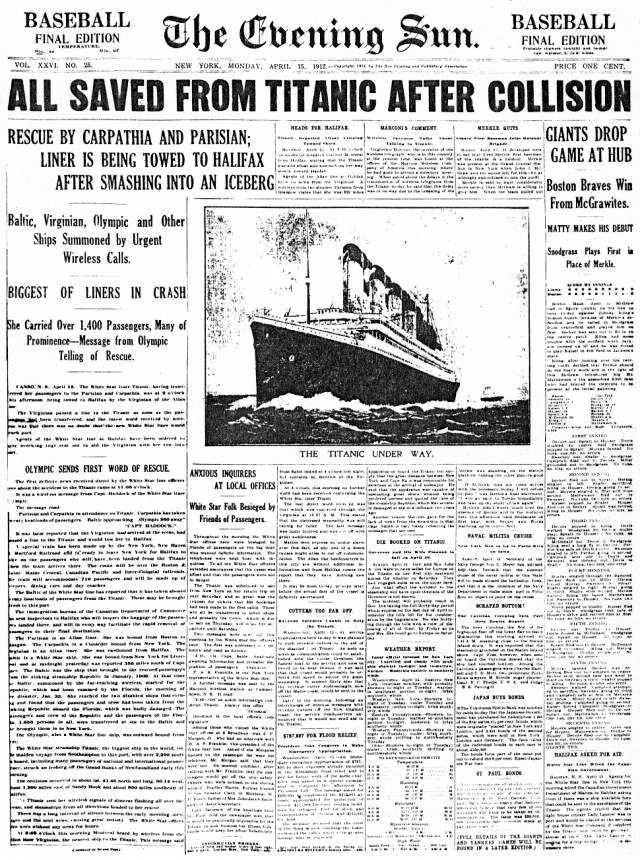
El The Evening Sun, portada del día 15 de abril de 1912.
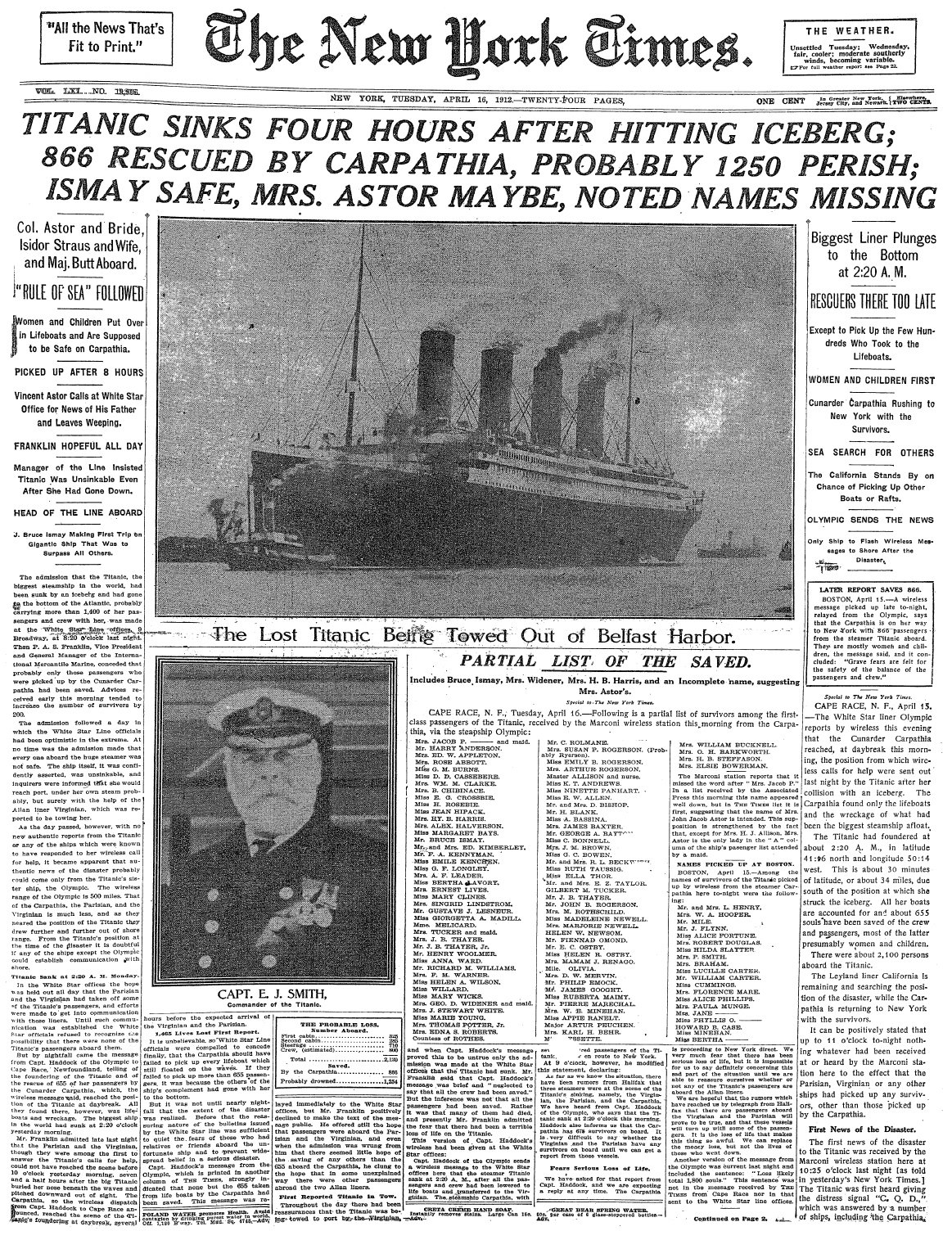
El New York Times de fecha 16 de abril de 1912.
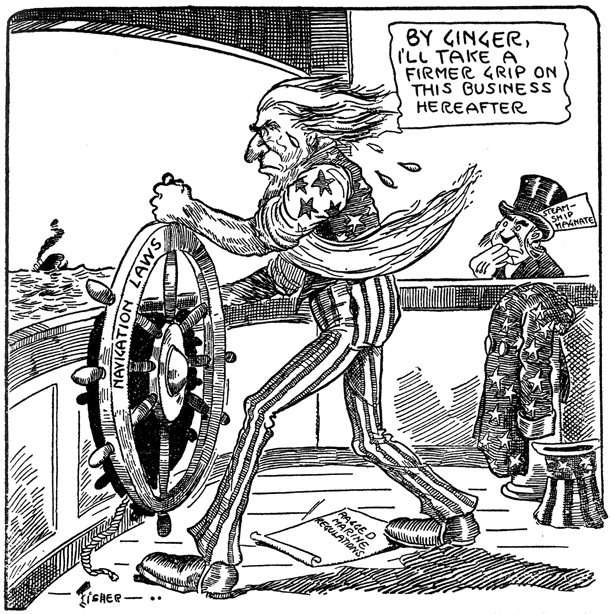
Caricatura "Time to get busy" de Bud Fisher, que muestra al tío Sam llevando el timón de las leyes marítimas en lugar del magnate.
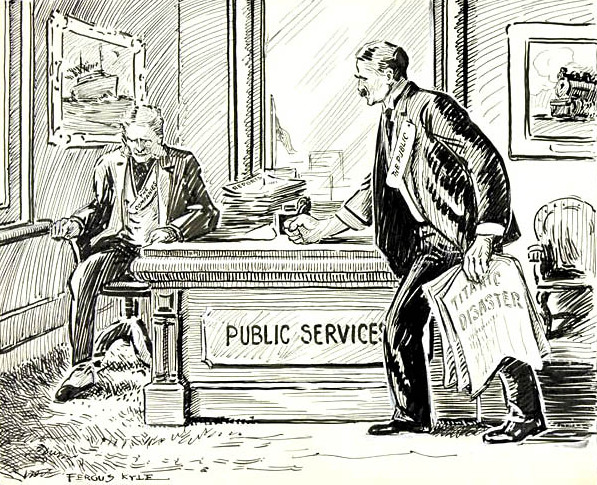
"The Margin of Safety Is Too Narrow!" Caricatura de un hombre que representa al "público" golpeando su puño en un escritorio de "SERVICIOS PÚBLICOS" que pertenece a un hombre que representa a "las compañías".

## Búsqueda de cuerpos

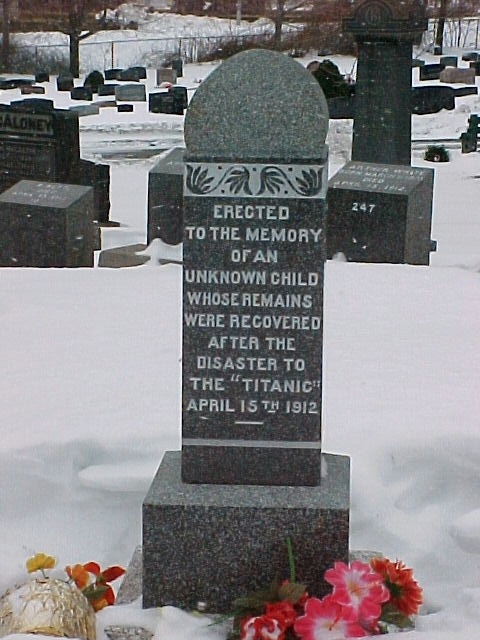
Tumba de Sidney Leslie Goodwin, conocido como "el niño desconocido".

La White Star Line alquiló cuatro barcos para que explorasen la zona del desastre y recuperasen los cuerpos: el CS Mackay-Bennett, el CS Minia, el CGS Montmagny y el SS Algerine. Entre abril y junio de 1912, los cuatro barcos recuperaron un total de 328 cuerpos, de los cuales 119 fueron devueltos al mar por estar gravemente descompuestos para ser identificados. Los relojes que se encontraron marcaban entre las 02:00 y las 02:20. De las víctimas recuperadas hubo 150 que no fueron reclamadas por sus familiares y se encuentran enterradas en tres cementerios de Halifax: el Fairview Lawn, el Monte de los Olivos y el Barón de Hirsch.
Entre los cadáveres recuperados por el Mackay-Bennett se encontraba un niño de alrededor de dos años de edad, que fue el único niño recuperado. No fue reclamado ni pudo ser identificado. Fue la tripulación del Mackay-Bennett quien estuvo encargada de su sepultura en el cementerio Fairview Lawn de Halifax (ver imagen de la derecha). Después, muchas familias estimaron que el niño enterrado era familiar suyo, y querían que la losa se cambiara. Sin embargo, ante la ausencia de una prueba verídica, la placa permaneció de manera anónima. La exhumación y el análisis de ADN realizados en los años 2001 y 2002 terminaron en conclusiones diferentes. Finalmente, en 2007, el niño desconocido fue oficialmente identificado como Sidney Leslie Goodwin, un niño de un año y medio, pasajero de tercera clase.

## Monumentos

### Estados Unidos
En Nueva York, el Titanic Memorial Lighthouse fue erigido en la parte superior de la rectoría de los marinos en South Street, en 1913. Este faro blanco de 16 metros se trasladó en 1968 delante del Museo Marítimo de South Street. En Washington se encuentra el Women's Titanic Memorial, una estatua de seis metros que representa a un hombre con los brazos extendidos y se encuentra en Fort McNair. Fue inaugurada el 26 de mayo de 1931 en el parque Rock Creek por Helen Herron Taft, viuda del presidente estadounidense William Howard Taft, en presencia del entonces presidente Herbert Clark Hoover. Sobre la base de la estatua se pueden leer dos inscripciones: «A los hombres valientes que perecieron en el naufragio del Titanic, el 15 de abril de 1912. Ellos dieron sus vidas para salvar a las mujeres y los niños. Erigido por las mujeres de América» y «A los jóvenes y viejos, ricos y pobres, los ignorantes y eruditos, a todos aquellos que noblemente dieron sus vidas para salvar a mujeres y niños».

### Reino Unido

#### Inglaterra

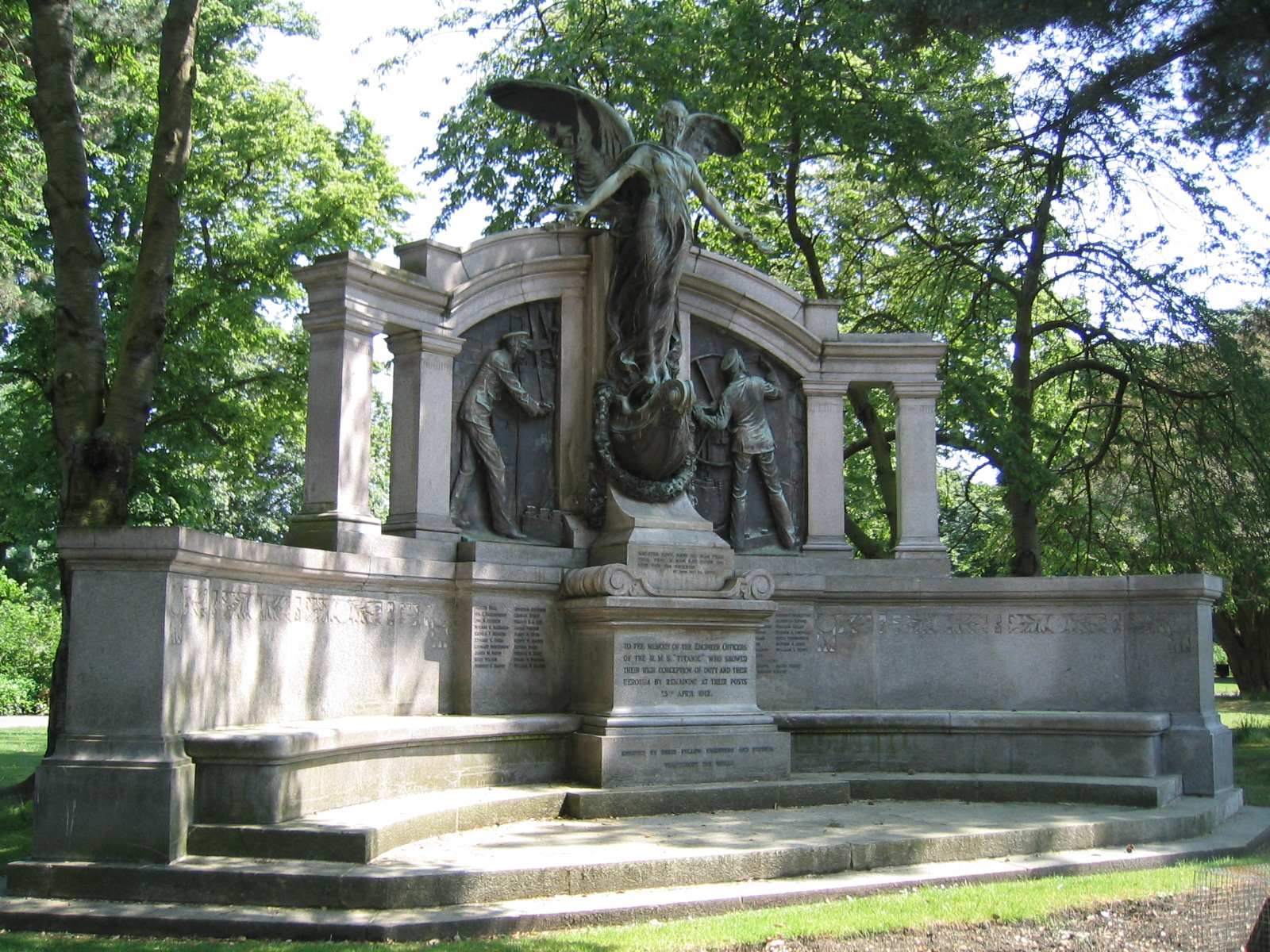
El monumento conmemorativo dedicado a los mecánicos que perecieron en el naufragio del Titanic.

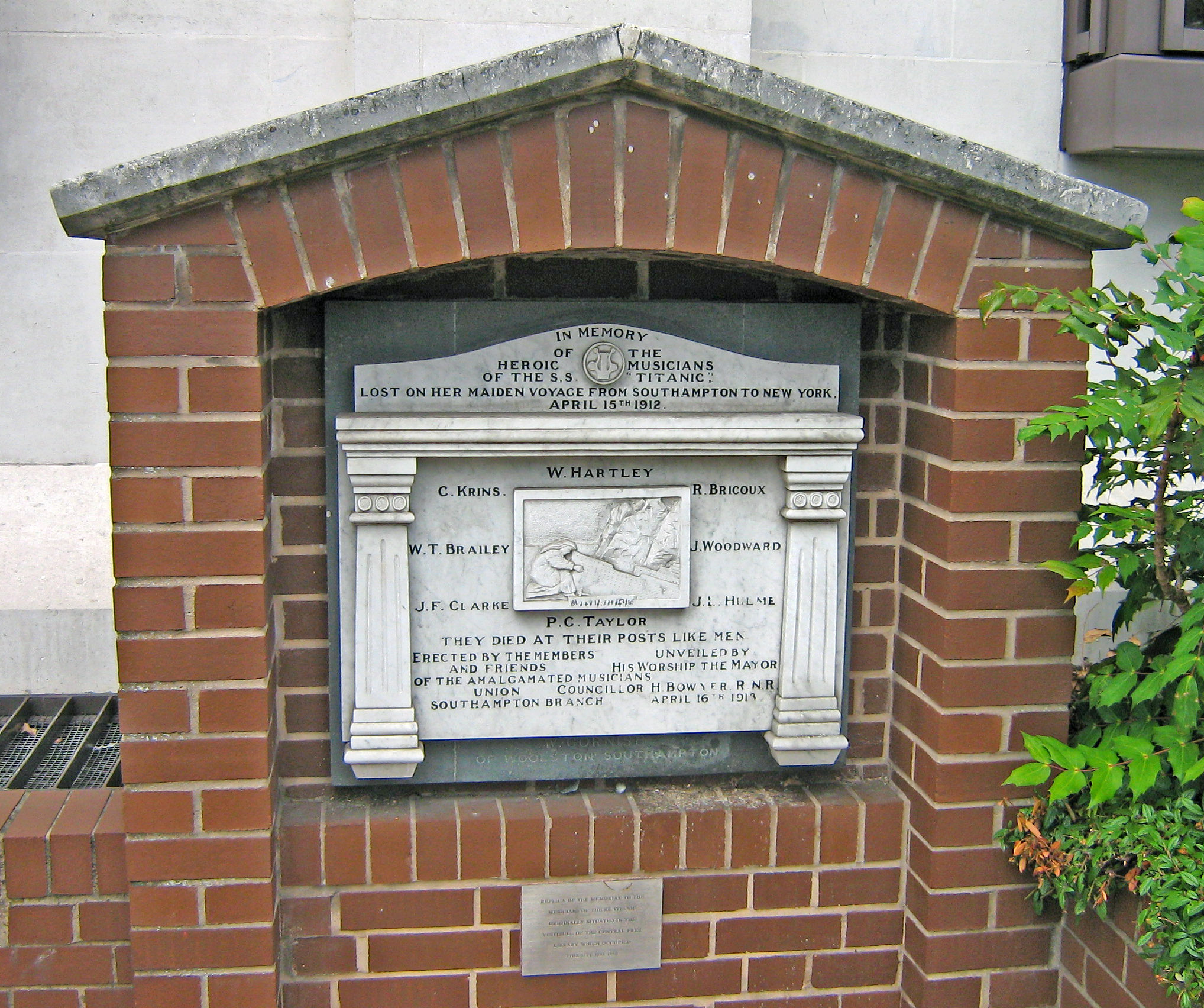
El Titanic Musicians Memorial está dedicado a los miembros de la orquesta del Titanic, todos murieron en el naufragio.

En Southampton, en el East Park, un monumento dedicado a los 35 mecánicos del Titanic desaparecidos en el naufragio fue inaugurado el 22 de abril de 1914 por sir Archibald Denny, presidente del Institut of Marine Engineers, ante una multitud de más de 100 000 personas. Bajo la estatua de bronce, se encuentra una inscripción de los 35 nombres de los mecánicos. En una oficina de correos ubicada en la intersección de High Street y de East Street, una placa de bronce fundido a partir de la pala de una hélice de repuesto del Titanic fue puesta en honor de los empleados de correos del buque. El Titanic Musicians Memorial fue dedicado a los miembros de la orquesta del barco, e inaugurado el 19 de abril de 1913, en la biblioteca de la ciudad. A los mayordomos y camareros, se les dedicó una fuente de piedra que fue inaugurada en Southampton el 27 de julio de 1915.
En Lichfield, una gran estatua de bronce representa al capitán Edward Smith, la cual fue inaugurada por su hija, Helen Melville Smith, el 29 de julio de 1914. En Colne (Lancashire), en el parque de la ciudad, se erigió un busto del retrato de Wallace Hartley sobre una base de mármol, en memoria del director de la orquesta del Titanic.

#### Irlanda del Norte
La estatua del Titanic Memorial de Belfast, que se inauguró el 26 de junio de 1920, fue erigida por una suscripción en la que participó la población de Belfast, los empleados de Harland and Wolff, la White Star y la familia de Thomas Andrews. En principio se encontraba en la plaza Donegall, y más tarde se trasladó a los jardines del Ayuntamiento. Lleva el nombre de los 22 miembros de la tripulación del Titanic originarios del Ulster y víctimas del hundimiento.
El Thomas Andrews Memorial Hall es un edificio dedicado a la memoria del ingeniero naval diseñador del Titanic y director de los astilleros Harland and Wolff, y se encuentra situado en el lugar de nacimiento del ingeniero en Comber. Fue construido en 1914 e inaugurado en febrero de 1915.

## Últimos supervivientes

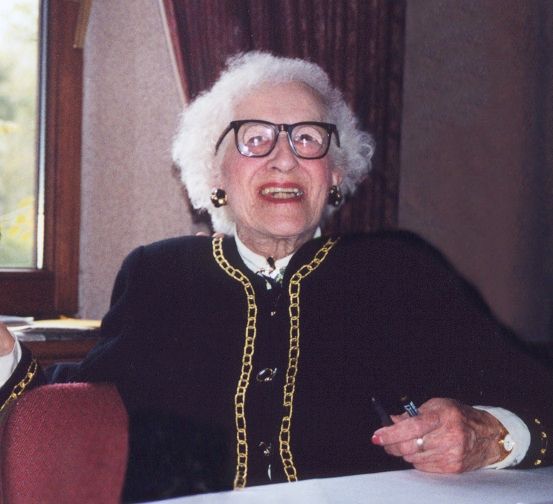
La última superviviente del Titanic, Millvina Dean, en abril de 1999.

- Eva Miriam Hart (31 de enero de 1905-14 de febrero de 1996), pasajera de segunda clase. Inglaterra.[143]
- Edith Eileen Brown (27 de octubre de 1896-20 de enero de 1997), pasajera de segunda clase. Sudáfrica.[144]
- Louise Laroche (2 de julio de 1910-28 de enero de 1998), pasajera de segunda clase. Francia.[145]
- Eleanor Ileen Johnson (23 de agosto de 1910-7 de marzo de 1998), pasajera de tercera clase. Estados Unidos.[146]
- Michel Marcel Navratil (12 de junio de 1908-30 de enero de 2001), pasajero de segunda clase. Francia.[147]
- Winnifred Quick (23 de enero de 1904-6 de julio de 2002), pasajera de segunda clase. Inglaterra.[148]
- Lillian Gertrud Asplund (21 de octubre de 1906-6 de mayo de 2006), pasajera de tercera clase. Estados Unidos.[149][150]
- Barbara West (24 de mayo de 1911-16 de octubre de 2007), pasajera de segunda clase. Inglaterra.[151][152]
- Millvina Dean (2 de febrero de 1912-31 de mayo de 2009), pasajera de tercera clase. Inglaterra.[153]

### Millvina Dean
Millvina Dean fue, hasta su muerte el 31 de mayo de 2009, la última superviviente de la tragedia. En el momento del naufragio, ella era un bebé de poco más de dos meses y la pasajera más joven del barco, así que era demasiado pequeña para recordar los acontecimientos. Barbara West murió el 16 de octubre de 2007 a la edad de 96 años Lillian Asplund fue la última superviviente con recuerdos, que murió en 2006. Michel M. Navratil fue el último hombre sobreviviente y también el último pasajero de nacionalidad francesa, murió en 2001. Además, Bertha Watt y Ellen Natalia Shine, las supervivientes undécima y duodécima murieron solamente con un día de diferencia el 4 y el 5 de marzo de 1993, respectivamente, con 93 y 101 años.

## Las causas del hundimiento

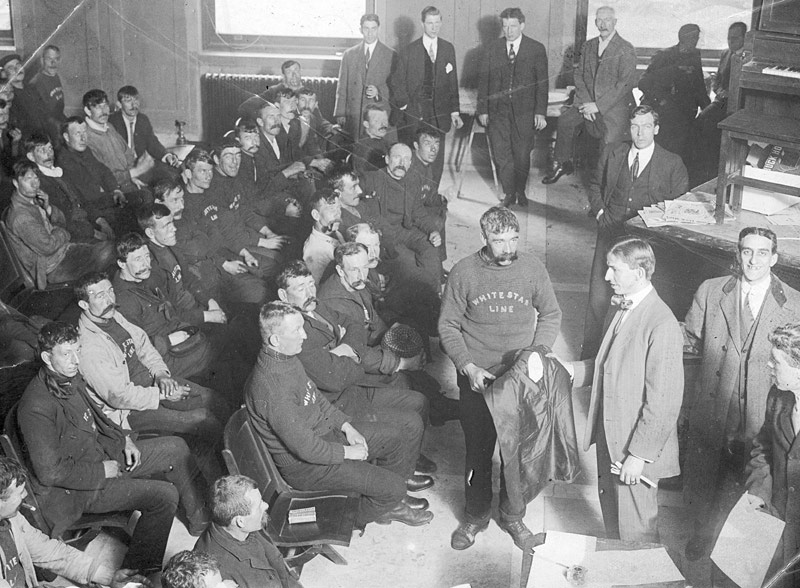
Miembros de la tripulación que sobrevivieron al hundimiento.

### Causas naturales
El 14 de abril, durante la noche de la colisión, muchas condiciones se reunieron para aumentar el riesgo del naufragio. El tiempo estaba en calma: había algo de viento y poco oleaje. La presencia de viento habría formado espuma alrededor del iceberg, y lo habría hecho más visible para los vigías. Por otra parte, no había Luna, lo que hacía la noche más oscura. A pesar de todas las advertencias de icebergs, el capitán Smith decidió no reducir la velocidad; el barco navegaba a 22,5 nudos (41,7 km/h), y además el capitán había tomado una ruta más al sur (siempre según la White Star Line) para evitar el iceberg. Pero ese año, el invierno fue más suave, y los icebergs se encontraban más al sur que en otros años.

### Causas humanas

#### Comisión estadounidense

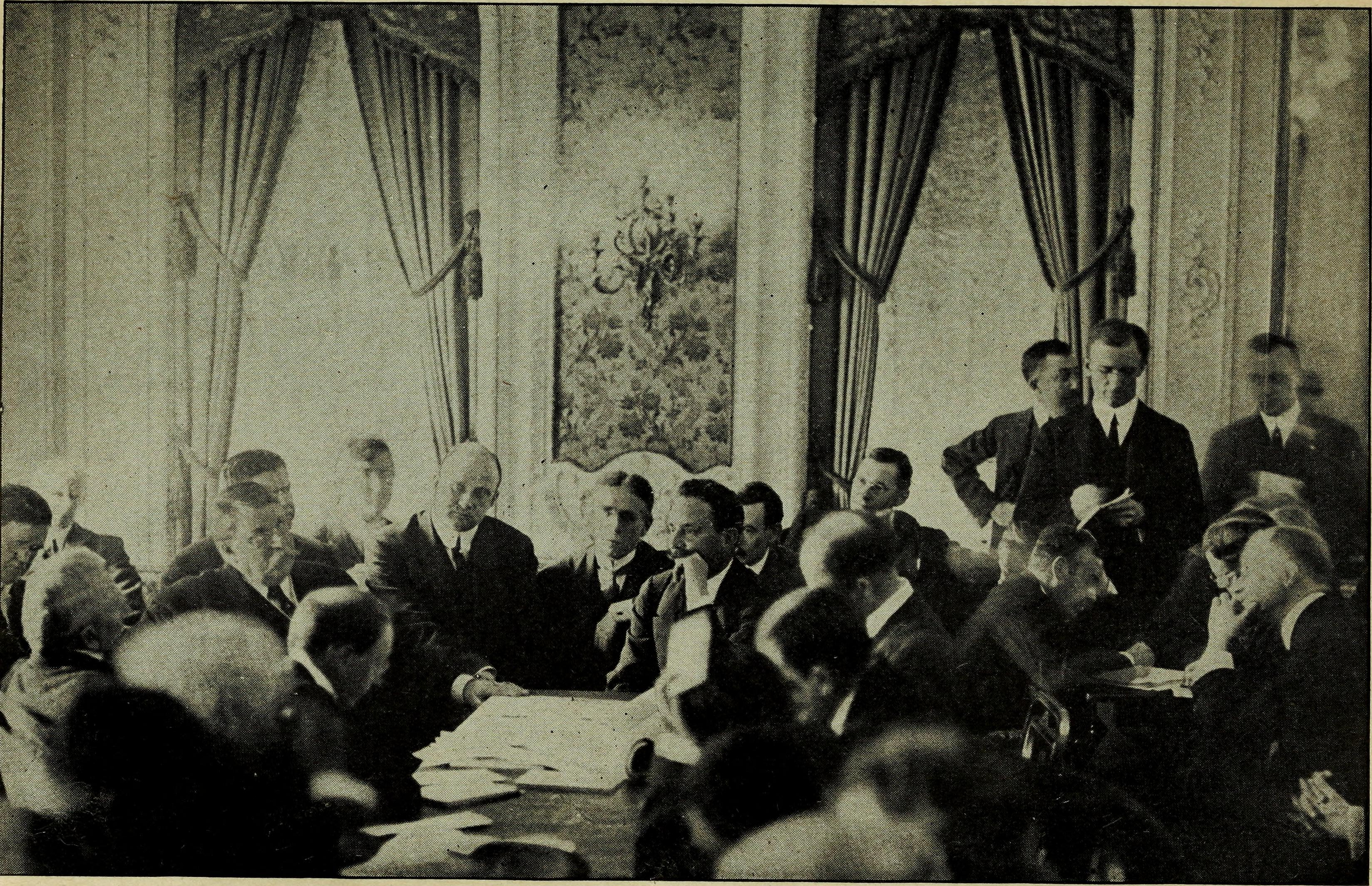
Fotografía de Bruce Ismay siendo entrevistado por un comité sobre el naufragio.

Poco después del hundimiento del Titanic, el gobierno de EE. UU. creó una comisión de investigación destinada a identificar las causas y la responsabilidad por el desastre. Comenzó el 19 de abril de 1912 y finalizó el 25 de mayo. El senador de Míchigan, William Alden Smith, la presidió. El comité estaba especialmente interesado en el hecho de que los vigías no tenían prismáticos, ya que ellos mismos afirmaron que si los hubieran tenido habrían podido divisar el iceberg a tiempo. De hecho, el iceberg fue visto a aproximadamente 500 metros de distancia, y le faltaron cerca de 800 metros a la nave para detenerse con los motores parados o puestos en reversa total, por lo que los prismáticos hubiesen permitido ver el iceberg a una distancia muy superior. Los vigías pensaban que se habían olvidado los prismáticos en Southampton, pero actualmente se sabe que David Blair, el oficial que tenía la llave para acceder a los prismáticos destinados a los vigías, tuvo que ceder su puesto a un compañero en Southampton y abandonó el barco con la llave en el bolsillo. Sin embargo, muchos oficiales del Titanic tenían prismáticos, pero ninguno les fueron prestados. El comité llamó a J. Bruce Ismay a testificar, y aunque se le acusó de haber ejercido presión sobre el capitán para acelerar la velocidad del Titanic, no se encontraron pruebas de su responsabilidad.

#### Comisión Mersey
Poco después de la creación de la comisión estadounidense, una comisión similar se estableció en Inglaterra. Fue creada por la Junta de Comercio británica el 2 de mayo de 1912, realizando sus indagaciones durante dos meses, hasta el 3 de julio de 1912. Los debates los presidió el juez Lord Mersey, en una sala habilitada a tal efecto en Londres, cerca del palacio de Buckingham. Durante 63 días, el comité celebró treinta y seis reuniones abiertas al público, y se entrevistó a 97 testigos. La comisión identificó tres causas principales: la velocidad de la nave, que la vigilancia no estaba debidamente asegurada, y la falta de organización en el momento de la evacuación de los pasajeros. Sin embargo, a diferencia de la comisión estadounidense, la comisión Mersey no reprochó a J. Bruce Ismay, y no dio como directa la culpa a Edward Smith.

### Evacuación de los pasajeros
Otras causas explican el gran número de víctimas. A pesar de que los botes del Titanic tenían una capacidad para 1178 personas, solo hubo 705 supervivientes, por lo tanto hubo una diferencia de 473 personas. Durante la investigación, el segundo oficial, Charles Lightoller, quien fue responsable de la mitad de los botes, declaró que no tenía conocimiento de las pruebas realizadas sobre las embarcaciones. El oficial no había llenado en su totalidad ninguna de las 10 lanchas de las que era responsable. Y, de los 20 botes de la nave, solo 4 fueron cargados a más del 70 % de su capacidad. Los primeros botes arriados al mar estaban casi vacíos porque los pasajeros se negaron a subir a bordo de ellos. Estos no creían en la realidad del hundimiento, y tenían miedo de ser arrojados al mar cuando el Titanic no daba aún señales de hundirse y no había, además, ningún signo de pánico. La tripulación hizo creer a los pasajeros que se trataba de un simple simulacro, y la orquesta estuvo tocando música alegre para evitar el pánico. Muchos pasajeros, por lo tanto, prefirieron quedarse en el interior del buque, ya que no había razón para tener miedo. La carga de los botes comenzó a las 00:25, y los pasajeros fueron conscientes del hundimiento alrededor de la 01:15, cuando el buque comenzó a hundirse significativamente por la proa. Esto significa que la evacuación fue lenta durante 50 minutos.

### Causas que surgieron después de las investigaciones oficiales

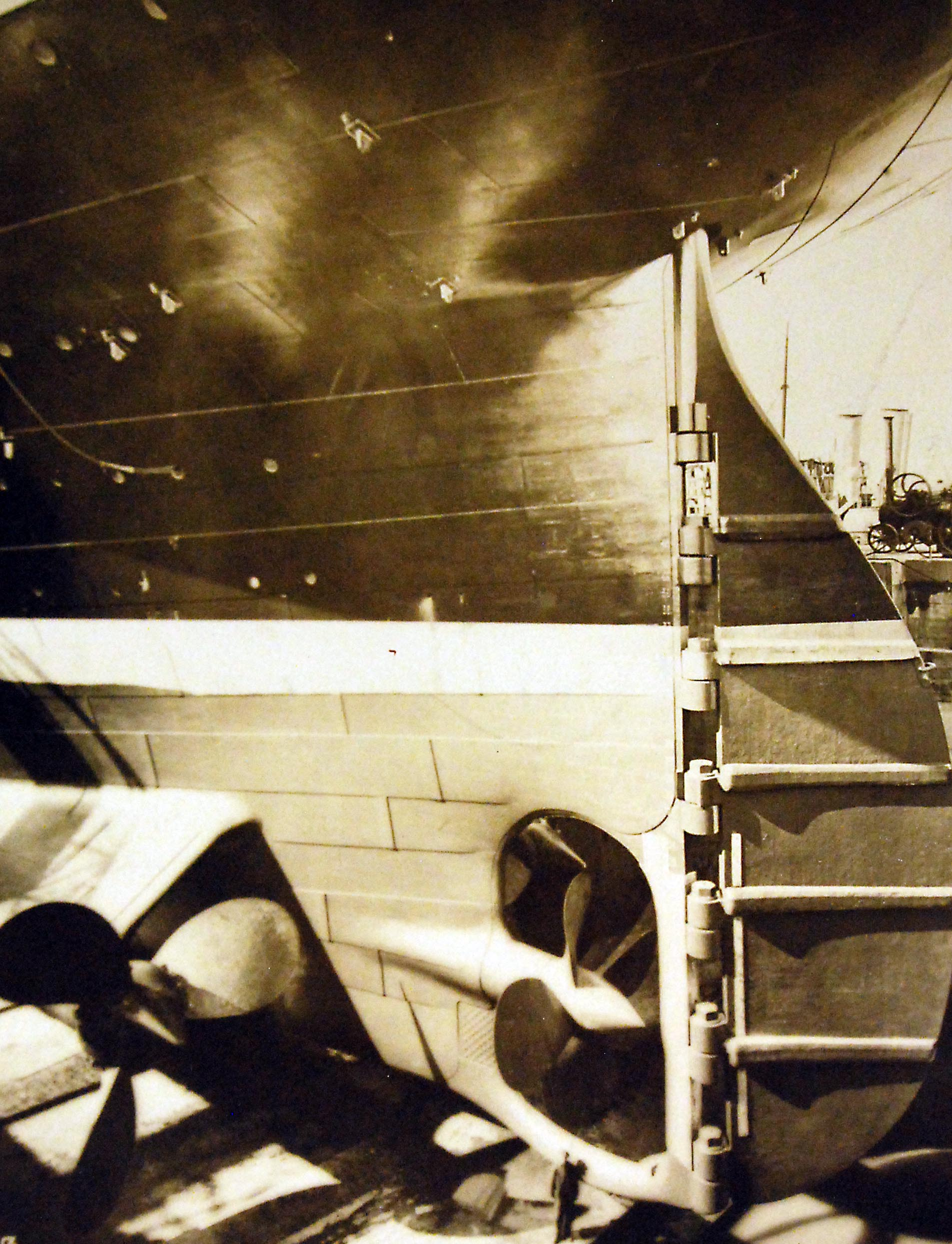
Babor de la popa del, barco gemelo del, en dique seco. Bajo la hélice central, un hombre sirve de escala.

#### Maniobra de evasión
La noche de la colisión, cuando Frederick Fleet alertó sobre la presencia de un iceberg justo delante del Titanic, el primer oficial William Murdoch ordenó girar el buque a babor y parar las máquinas o activarlas en reversa (aunque esto último es poco probable). Sin embargo, hoy en día se afirma que el oficial no tomó la mejor decisión. El hecho de disminuir el régimen de los motores hizo bajar la velocidad del buque e hizo que girara más lentamente. Con las hélices paradas, o funcionando en reversa, el timón se hizo menos eficaz. También cabe mencionar que la hélice central del buque no se podía accionar en sentido contrario, y se mantenía inmóvil al dar reversa. El Titanic habría tenido más posibilidades de evitar el iceberg manteniendo las máquinas en avance total.
Otro elemento que suele considerarse es el tamaño del timón. De hecho, un timón más grande habría permitido un giro más rápido. Según los reglamentos de la época, el tamaño del timón debía ser de 1.5 % a 5 % de la superficie del casco por debajo del nivel del agua. El timón del Titanic se encontraba en la parte baja de este rango con el 1.9 %.
También se especula que si el Titanic no hubiese girado e impactado contra el iceberg de frente, hubiera podido mantenerse a flote, porque se habría inundado un solo compartimiento estanco. Sin embargo, el choque hubiese sido bastante violento porque el buque no tendría tiempo suficiente para detenerse antes de chocar contra el iceberg. Aunque un cierto número de pasajeros resultarían heridos, el Titanic podría haberse mantenido a flote y los pasajeros podrían haber sido trasladados a otros buques.

#### Descubrimiento del pecio

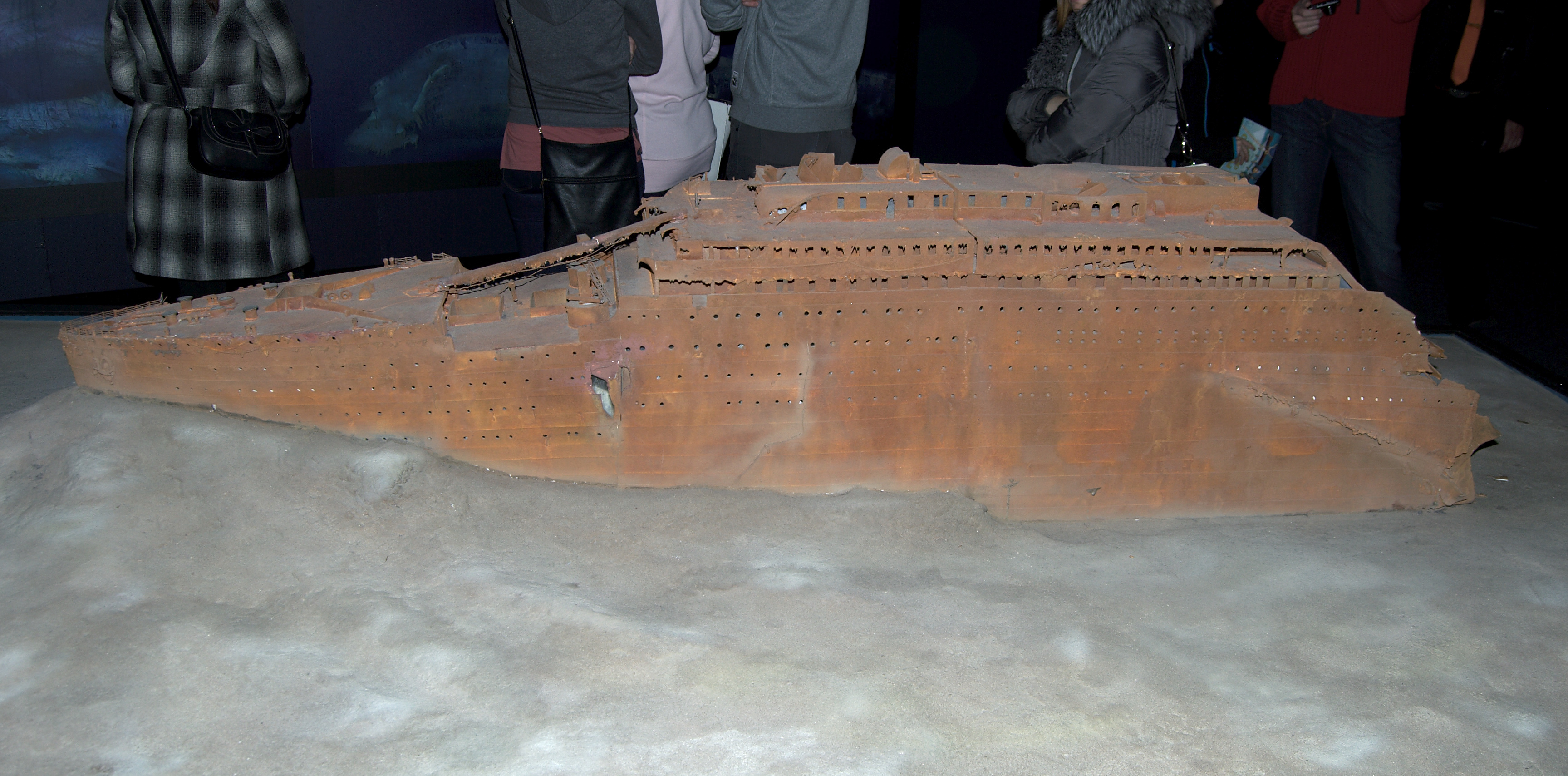
Maqueta que representa el estado actual de la sección de proa del Titanic, expuesta en Brno (República Checa).

A lo largo del siglo XX, se realizaron numerosos proyectos de expediciones para encontrar y reflotar el transatlántico, aunque sin éxito. Finalmente, el 1 de septiembre de 1985, el pecio del Titanic fue encontrado a la 01:05, por una expedición franco-estadounidense dirigida por Jean-Louis Michel del IFREMER y Robert Ballard de la Institución Oceanográfica de Woods Hole.
El barco fue localizado a una profundidad de 3821 m, a 41° 43' 55" N 49° 56' 45" W, a 650 kilómetros al sureste de Terranova. El descubrimiento fue significativo, ya que en primer lugar se dejó en evidencia que los restos del buque estaban divididos en dos partes al encontrarlos de esa manera. Hasta ahora, los informes eran que el buque había naufragado sin romperse. De hecho, la mayoría de los testimonios habían afirmado que el buque se había hundido en una sola pieza. Desde el naufragio del barco y hasta 1996, la suposición era que el iceberg había ocasionado una fisura de 90 metros de largo en el casco. El descubrimiento del pecio en 1985, y los exámenes del casco hechos por Ballard en 1996 con el sonar, pusieron en duda esta hipótesis. De hecho, se descubrió que las placas estaban deformadas y dislocadas, pero no troceadas. En realidad, el iceberg no había hecho un agujero en el casco, pero el choque hizo saltar los remaches y había abierto una vía de agua. Este descubrimiento mostró, así, una falla en la construcción del Titanic: los remaches resultaron ser demasiado frágiles.
Un estudio más reciente realizado por dos investigadores estadounidenses, basado en análisis científicos de piezas tomadas del barco y en la revisión de los archivos de Harland & Wolff conservados en Belfast, puso en duda una vez más la calidad de los remaches utilizados para fijar las placas de acero del casco en la proa. De hecho, estos son de hierro, no de acero como en la parte central, debido a la incapacidad de los proveedores de seguir los ritmos y las cantidades requeridas por el fabricante. La menor resistencia de los remaches de hierro explica que muchas placas se desconectaran en contacto con el iceberg. Los autores del estudio suponen que los remaches de acero, más resistentes, podrían haber, si no salvado el Titanic, al menos logrado un suficiente margen extra para permitir la llegada de auxilio a tiempo.

## Consecuencias del naufragio

### Consecuencias en las medidas de seguridad

#### Mensajes de socorro

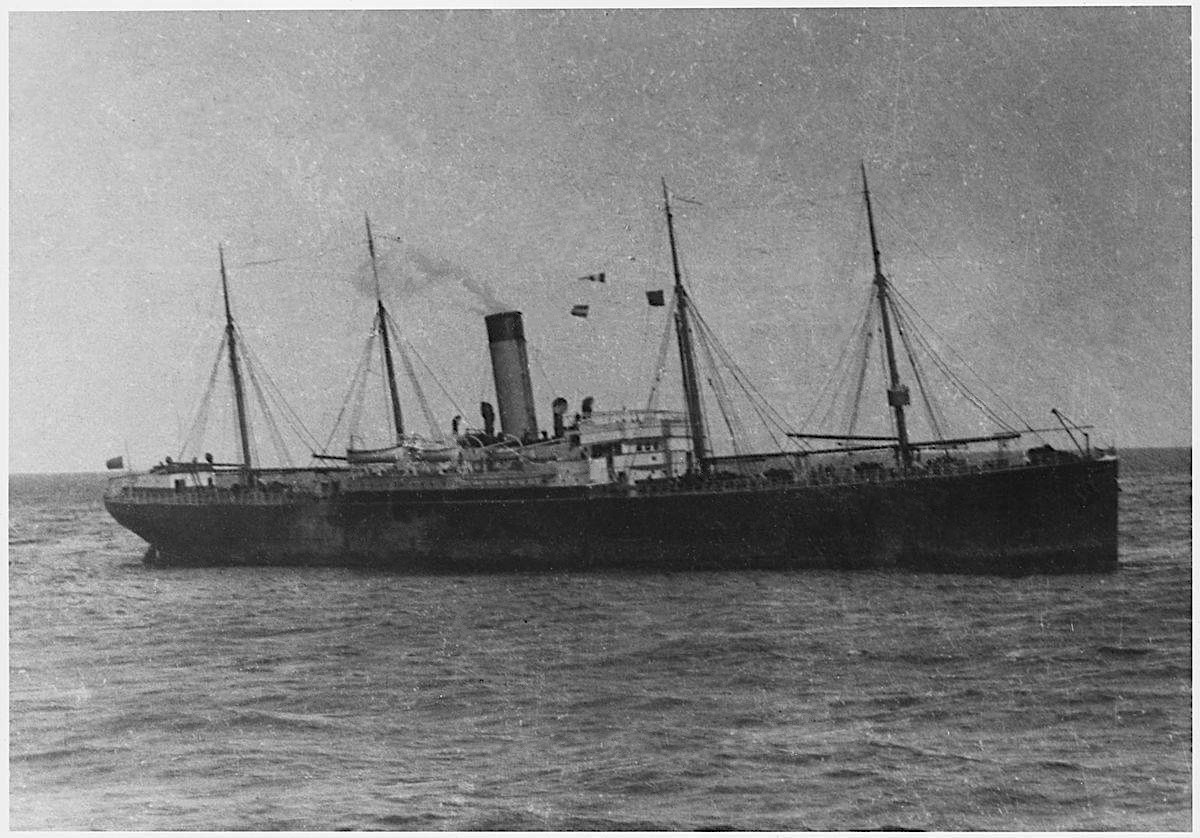
El.

Una de las principales cosas que interesaban a la comisión estadounidense sobre el naufragio era la no intervención del Californian. La comisión dijo que se encontraba a menos de 31 kilómetros y la nave podía haber llegado al rescate del Titanic. Dos razones explican la no reacción del Californian: debido a que el operador de radio se encontraba dormido y no pudo escuchar las señales de socorro enviadas por el Titanic, y además, las bengalas blancas lanzadas desde el Titanic fueron mal interpretadas por los marinos del Californian que pensaron que las bengalas de socorro tenían que ser rojas. El comité emitió entonces una recomendación: que la telegrafía por radio debía estar asegurada durante las 24 horas, incluso en buques más pequeños. Esto era imposible en el Californian, ya que solo tenía a bordo un operador de radio y no podía garantizar la radio 24 horas a diferencia del Titanic, donde los dos operadores de radio se turnaban. En cuanto al color de las bengalas de socorro, debería seguir siendo blanco, porque eran más visibles en la noche.
La OMI estableció unos años después, en 1914, el Convenio Internacional para la Seguridad de la Vida en el Mar o SOLAS (acrónimo de la denominación inglesa del convenio: "Safety of Life at Sea") en respuesta a la catástrofe. 

#### Botes salvavidas

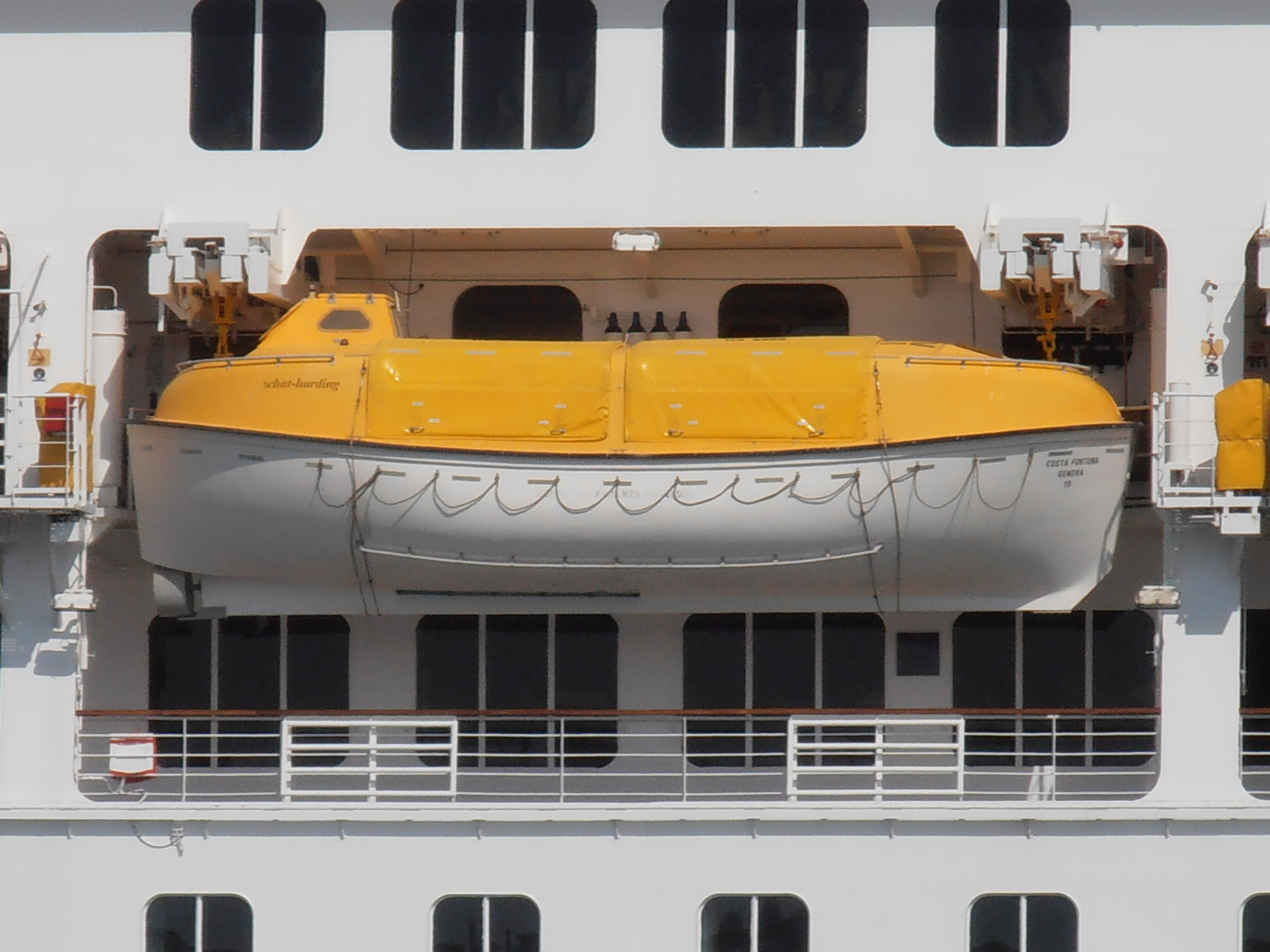
Todos los buques disponen de suficientes embarcaciones de salvamento.

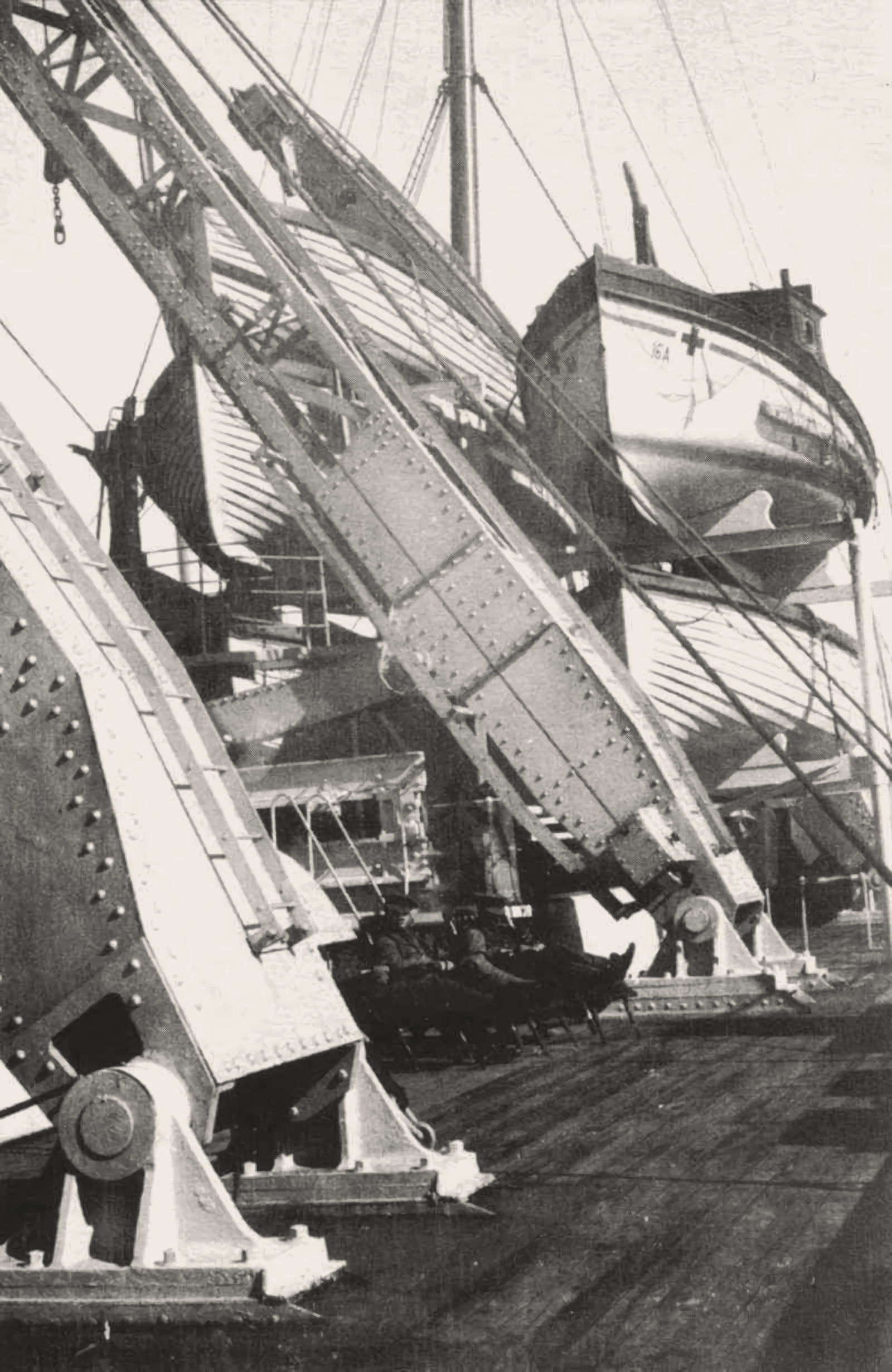
Botes salvavidas del HMHS Britannic. Tras el hundimento del Titanic se agregaron más botes salvavidas, con un total de 55 en comparación con los 20 del Titanic.

La White Star Line, compañía marítima propietaria del Titanic, estaba de acuerdo con la normativa británica establecida por la Board of Trade sobre el número de botes salvavidas a bordo, e incluso fue más allá de esas normas. Los directivos de la White Star usaron este argumento para defenderse de las acusaciones de negligencia en relación con las medidas de seguridad a bordo del Titanic. El número mínimo de botes salvavidas no estaba basado en el número de pasajeros, sino en el tonelaje del buque. Con esas premisas, el Titanic habría podido disponer de solo 16 botes salvavidas y sin embargo tenía 20. Estos reglamentos, que databan de 1894, ya no estaban adecuados para el tamaño de los buques de la época. En efecto, la normativa británica exigía que la capacidad total de los botes fuera de al menos para 962 personas en todos los buques de más de 10 000 toneladas, mientras que el tonelaje del Titanic era de 46 328 toneladas.

La circunstancia dominante (...) es que no hemos logrado durante tantos años, revisar los reglamentos de 1894 (...). El tonelaje bruto de un buque, que no es en mi opinión, una buena base para calcular el número de botes salvavidas.
Lord Mersey, 1912.

La comisión estadounidense y la comisión Mersey exigieron que todos los buques dispusieran de suficientes botes de salvamento para todos los ocupantes. El comité Mersey también señaló que la maniobra de los botes salvavidas no fue correctamente organizada, y recomendó una mejor formación de los marineros.
Hoy en día, los buques de pasajeros modernos deben tener equipos de salvamento con una capacidad que sea un 25 % superior al número de personas autorizadas a embarcar.

#### Icebergs

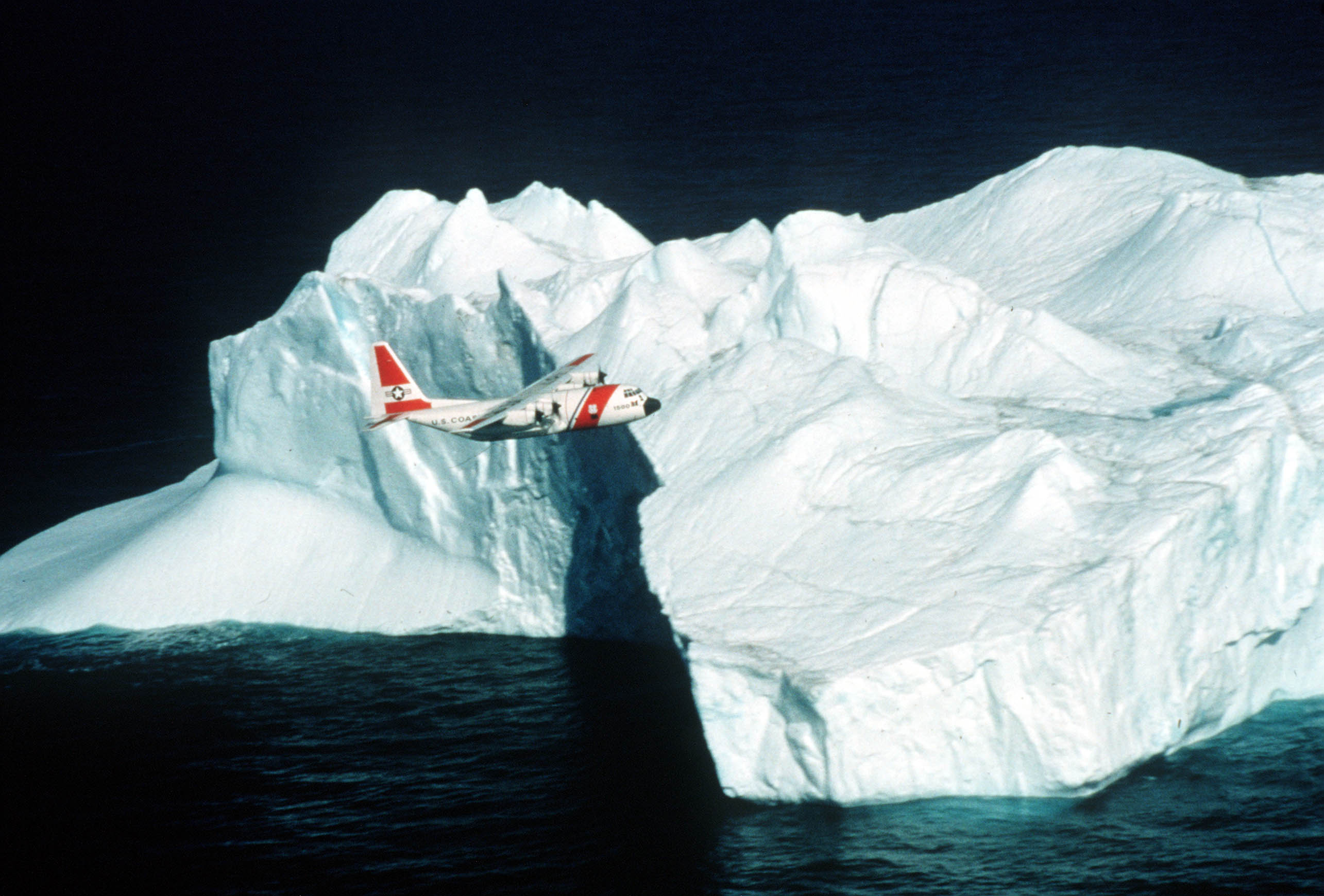
Un avión de patrulla marítima inspeccionando un iceberg.

Tras el hundimiento del Titanic, fue creada el 20 de enero de 1914 la Patrulla Internacional del Hielo, que se encuentra bajo la autoridad de la Guardia Costera de los Estados Unidos. Esta patrulla controla el desplazamiento de icebergs en el Atlántico Noroeste. Los icebergs son localizados, garantizando así la seguridad de los buques que navegan en esta zona. Esta patrulla ha contribuido a garantizar la seguridad en toda esta región; así, desde 1912 y el naufragio del Titanic no ha habido fallecimientos en catástrofes marítimas relacionadas con icebergs.

### Consecuencias en el diseño de barcos

#### Modificaciones en el Olympic

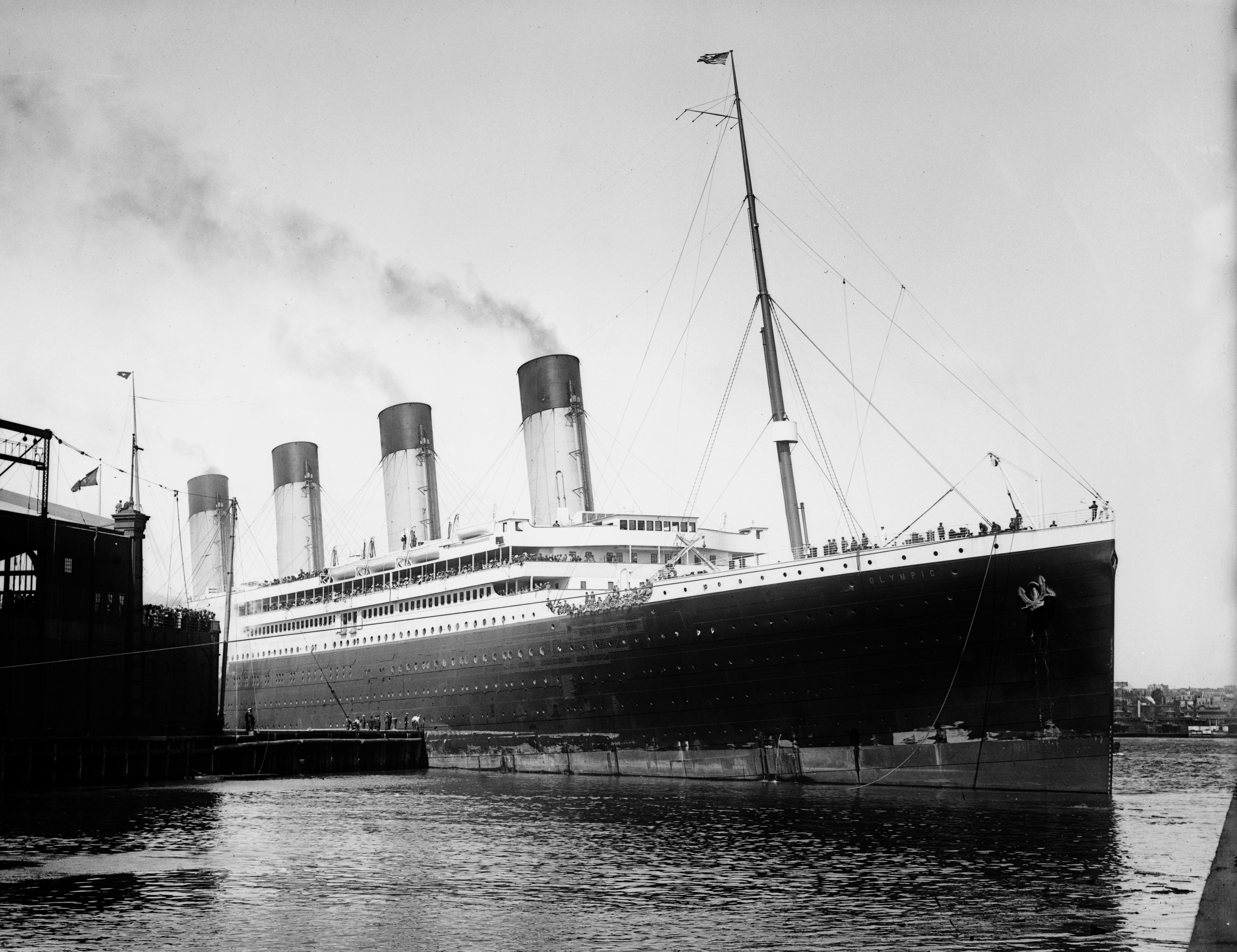
El ' atracando en el puerto de Nueva York, en junio de 1911.

El 24 de abril de 1912, la tripulación del Olympic se negó a partir de Southampton, y los maquinistas se declararon en huelga. Este debía ser el primer viaje del Olympic desde el naufragio de su buque hermano, que había ocurrido nueve días antes. Como el Titanic y el Olympic eran prácticamente idénticos, disponían, por tanto, de los mismos puntos débiles en su seguridad. Los huelguistas reclamaban mayor cantidad de botes salvavidas. Además, las reservas de los pasajeros habían caído drásticamente, lo cual empujó a la White Star Line a retirar al Olympic del servicio y someterlo a reformas para mejorar su seguridad. Tres grandes cambios se realizaron a bordo. Se añadieron 48 botes salvavidas, contando desde entonces con 68 botes en total. A continuación, 5 de los 16 compartimientos estancos se mejoraron siendo puestos a nivel de la cubierta B, mientras que anteriormente estaban en la cubierta E, por lo tanto, con una diferencia de tres cubiertas se consiguió que el buque pudiese soportar averías mucho más graves. Por último, la altura del doble fondo se incrementó, aumentando la resistencia del casco de la nave. El Olympic estuvo inmovilizado durante seis meses, mientras los trabajos se llevaban a cabo. Estas transformaciones, en parte, permitieron que el navío hundiera un submarino alemán en 1918. Después de la Primera Guerra Mundial, el Olympic consiguió una amplia popularidad entre el público hasta el final de su carrera, siendo conocido por sus pasajeros como «El Barco Magnífico».

#### Recomendaciones de la comisión Mersey
El 30 de julio de 1912, el comité del Reino Unido sobre el naufragio hizo su informe final y estableció 24 recomendaciones, incluyendo las cinco primeras que correspondían al diseño de los buques. La primera de ellas requería que los compartimentos estancos fuesen elevados, o que los buques estuviesen equipados con doble casco justo hasta la línea de flotación. Las dos recomendaciones siguientes estimaban que al menos una cubierta por encima de la línea de flotación debía ser estanca, y que las aberturas entre los mamparos también debían serlo. Por último, las dos últimas recomendaciones proporcionaban más poder a la Junta de Comercio sobre los constructores para imponer esas modificaciones.
Las 7 recomendaciones siguientes estaban relacionadas con los botes salvavidas. El número de botes con que deberían estar equipados todos los buques se determinaría por el número de personas autorizadas a bordo, y no en términos de tonelaje. Además de lanchas de salvamento, deberían estar equipados con determinados equipos, incluidos suministros, medios de señalización (faros o bengalas), etc. Además, en cada buque, ciertos botes deberían estar equipados con medios de propulsión mecánica. Las empresas que no cumplieran con estas normas podrían enfrentarse a sanciones. Las 5 recomendaciones siguientes estaban encaminadas a mejorar el manejo de los botes y llenarlos. Ahora, la tripulación debía estar capacitada en el manejo y el arriado de botes al agua, además de los que ya fueron capacitados (es decir, los marineros). El comité insistió en la inclusión de que en cada buque, los miembros de la tripulación efectuasen ejercicios de llenado de botes, y de su puesta en el mar. Estos ejercicios deberían estar escritos en el cuaderno de bitácora de los oficiales, para que los inspectores los pudieran revisar.
Finalmente, las 7 últimas recomendaciones eran más generales. A los vigías se les debían hacer pruebas a su visión. La telegrafía sin hilos (TSH) debería estar presente en cada buque, y operable durante las 24 horas. Estas recomendaciones fueron posteriormente publicadas en los documentos parlamentarios británicos.

## Películas, telefilmes y documentales

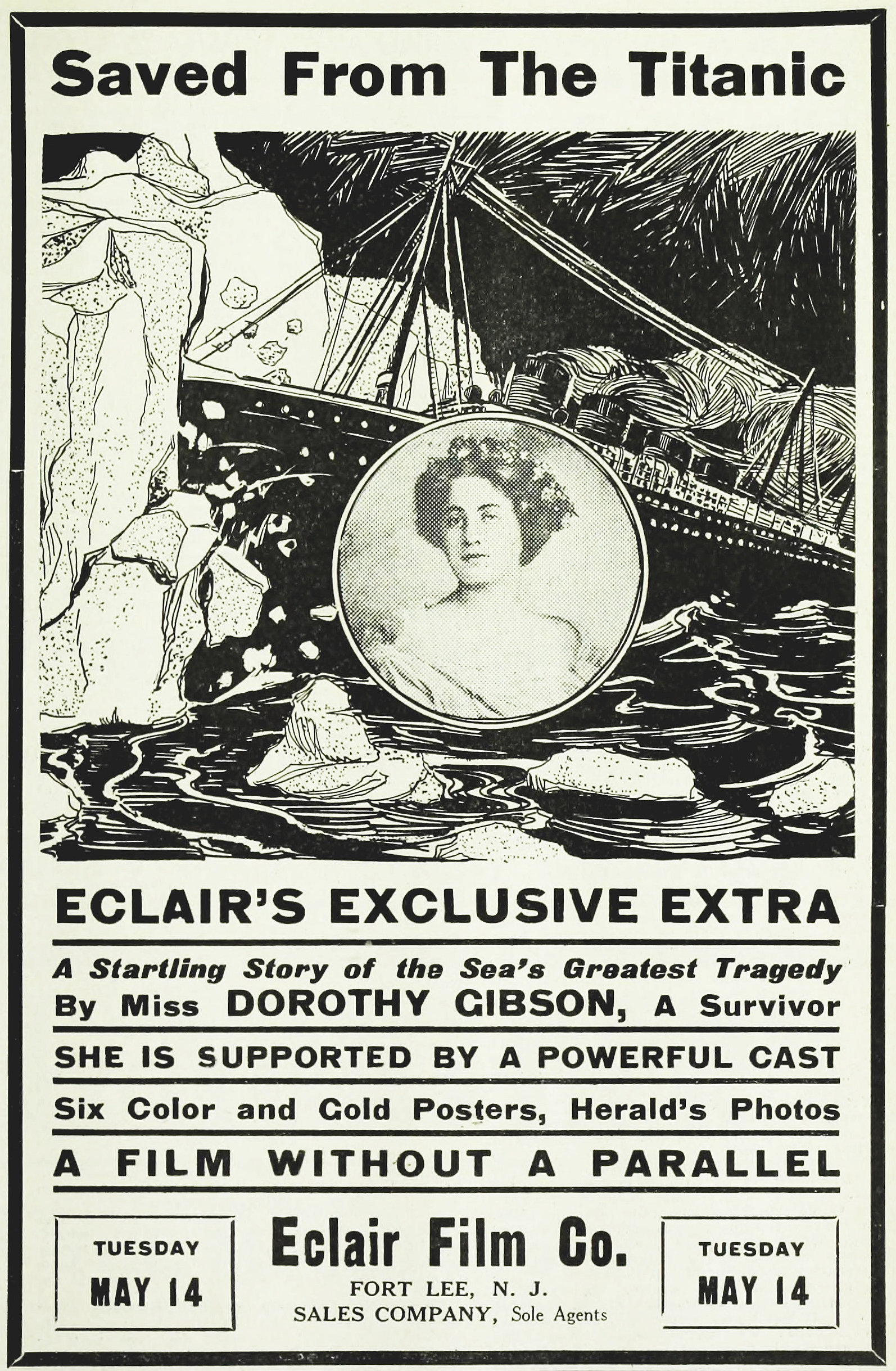
Cartel de Saved from the Titanic, primera película que se filmó sobre el naufragio.

El hundimiento del Titanic se ha mostrado en una serie de películas y telefilmes. La primera fue Saved from the Titanic, una película estadounidense de Etienne Arnaud protagonizada por Dorothy Gibson, superviviente del naufragio. Estrenada en 1912, no queda ningún rastro después del incendio sufrido en los estudios donde se había almacenado en 1914. En el mismo año salió In Nacht und Eis, una película muda alemana de Mime Misu, la cual mostraba una historia bastante alejada de la realidad. En el año 1915 también se realizó la producción Titanic, un filme mudo italiano de Pier Angelo Mazzolotti con Mario Bonnard, Giovanni Casaleggio y Luigi Duse. En 1929 se filmó Atlantic, basada en el hundimiento del Titanic, aunque se cambió el nombre del buque para evitar disputas legales.
En 1943, Joseph Goebbels ordenó la filmación de Titanic, como una superproducción destinada para propaganda nazi, dirigida por Herbert Selpin y Werner Klingler, con Sybille Schmitz y Hans Nielsen entre otros. La película se rodó en el Cap Arcona —un transatlántico alemán bombardeado en 1945 por aviones aliados en la bahía de Lübeck, cuyo hundimiento provocó más de 4000 víctimas mortales—. Está marcada por el encarcelamiento y la muerte de su primer director, Herbert Selpin.
En 1953 se produjo Titanic, una película estadounidense de Jean Negulesco, con Barbara Stanwyck y Robert Wagner. En el año 1958 tuvo lugar la llegada a las pantallas de la película británica La Última Noche del Titanic, de Roy Ward Baker, con Kenneth More y Ronald Allen. Adaptada del libro A Night to Remember del historiador Walter Lord, fue realizada con la ayuda de algunos supervivientes del naufragio, por ejemplo, el cuarto oficial Joseph Boxhall, por lo que es una de las películas más próximas a la realidad.
En 1966, el primer capítulo de la serie de TV El Túnel del Tiempo fantasea con posicionar a los doctores Tony Newman (James Darren) y Douglas Phillips (Robert Colbert), en la cubierta del Titanic en la tarde del 14 de abril de 1912, intentando advertir al capitán Smith -infructuosamente- sobre el inminente desastre. 
En 1979 se realizó S.O.S. Titanic, un telefilme anglo-estadounidense de William Hale, con David Janssen, Cloris Leachman y Susan Saint James. La película está inspirada en el libro The Loss of S.S. Titanic del superviviente Lawrence Beesley, quien fue interpretado por David Warner en el filme (actor que también interpretó un papel en la película Titanic de 1997). Al año siguiente salió Rescaten el Titanic, película estadounidense de Jerry Jameson, una adaptación de la novela de Clive Cussler, con Jason Robards y Richard Jordan.
En 1996 se produjo Titanic, un telefilme estadounidense de Robert Lieberman con George C. Scott, Peter Gallagher y Catherine Zeta-Jones. Pero sin duda la película más famosa es Titanic, de James Cameron, estrenada en 1997. Protagonizada por Leonardo DiCaprio y Kate Winslet, la película ganó 11 Premios Óscar incluyendo mejor película y recaudó 1 845 034 188 dólares de taquilla en todo el mundo, lo que la convirtió en la película más taquillera de la historia hasta el año 2009, cuando fue desplazada por Avatar, otro filme de Cameron. Tuvo un reestreno en 3D en 2012 con motivo del centenario del hundimiento, lo que incrementó su recaudación a más de 2100 millones de dólares. En 2019 se situó en el tercer puesto de las películas más recaudadoras de la historia, al ser rebasada por Avengers: Endgame. La película revivió el interés por el Titanic, dando lugar a la aparición de numerosos libros, exposiciones, y la creación de muchas páginas web. El director James Cameron también dirigió en 2003 el documental Misterios del Titanic, concerniente al desastre y a los restos del buque.

## Otros naufragios con más víctimas

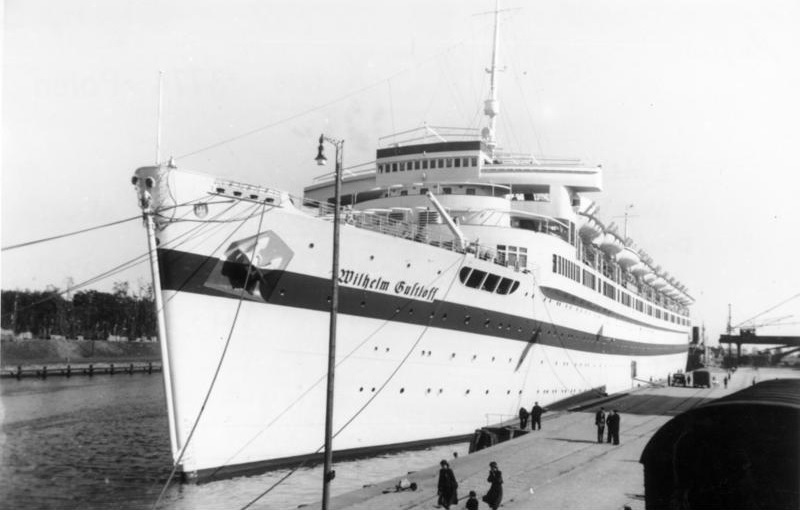
El hundimiento del, con 9343 muertes, es el mayor naufragio de la historia.

Pese a que el hundimiento del Titanic es el naufragio más famoso de todos los tiempos y en su época fue el mayor desastre marítimo en tiempos de paz, con 1491 a 1513 muertes, desde entonces ha sido ampliamente superado. El 29 de mayo de 1914, dos años después del naufragio del Titanic, el RMS Empress of Ireland, de la Canadian Pacific Steamship Company, se hundió con un saldo de 1012 fallecidos. Había sido abordado por un buque de carga noruego, mientras que ambos se encontraban dentro de un banco de niebla, cerca de Rimouski, Quebec. Este naufragio no batió el récord del Titanic, pero la mayoría de las víctimas mortales fueron pasajeros (840 contra 818 del Titanic). Sin embargo, el suceso quedó en gran parte enmascarado por el inicio de la Primera Guerra Mundial. En este mismo lapso, son hundidos también el RMS Lusitania, con un saldo de 1198 víctimas fatales, y el mismo RMS Carpathia que rescató a los sobrevivientes del naufragio, también sucumbió a los ataques de los submarinos alemanes. 
Una tragedia mayor que la del hundimiento del Titanic se produjo por primera vez el 17 de junio de 1940 durante la Segunda Guerra Mundial, cuando el transatlántico británico RMS Lancastria fue hundido por un avión alemán Junkers Ju 88, muriendo 4000 personas. Años más tarde, durante la misma guerra, el 29 de junio de 1944 el barco japonés Toyama Maru fue hundido por el submarino estadounidense USS Sturgeon, ocasionando unas 5400 muertes; y el 30 de enero de 1945, el submarino soviético S-13 hundió el transatlántico alemán Wilhelm Gustloff, provocando la muerte de 9343 personas, siendo este el mayor naufragio de la historia.  Así, el hundimiento del Titanic fue largamente superado por los naufragios debidos a la II Guerra Mundial.
El primer naufragio en superar el hundimiento del Titanic en tiempos de paz se produjo el 20 de diciembre de 1987: fue el del MV Doña Paz, un ferry que se hundió después de chocar contra un petrolero en Tablas (Filipinas) provocando más de 4300 víctimas mortales.